# Lista de asteroides (345001-346000)
Esta é uma lista parcial de asteroides, do asteroide número 345001 até o 346000, inclusive. Veja também o índice com todas as listas disponíveis.

| Objeto Próximos à Terra | Cinturão de asteroides (interno) | Cinturão de asteroides (externo) | Centauro       |
| Cruzador de Marte       | Cinturão de asteroides (meio)    | Troianos de Júpiter              | Transnetuniano |

Veja mais dados de cada asteroide na ligação externa para o Minor Planet Center na última coluna.
Índice: 345001... 345101... 345201... 345301... 345401... 345501... 345601... 345701... 345801... 345901... 

## 345001–345100
| Designação | Designação | Descoberta  | Descoberta    | Descobridor(es)     | Categoria | Mais informações / Referência |
| Permanente | Provisória | Data        | Local         | Descobridor(es)     | Categoria | Mais informações / Referência |
| ---------- | ---------- | ----------- | ------------- | ------------------- | --------- | ----------------------------- |
| 345001     | 2005 BE7   | 16 jan 2005 | Socorro       | LINEAR              | —         | MPC                           |
| 345002     | 2005 BR10  | 16 jan 2005 | Kitt Peak     | Spacewatch          | Phocaea   | MPC                           |
| 345003     | 2005 BF49  | 16 jan 2005 | Catalina      | CSS                 | —         | MPC                           |
| 345004     | 2005 CK1   | 1 fev 2005  | Catalina      | CSS                 | —         | MPC                           |
| 345005     | 2005 CK5   | 1 fev 2005  | Kitt Peak     | Spacewatch          | —         | MPC                           |
| 345006     | 2005 CF6   | 1 fev 2005  | Kitt Peak     | Spacewatch          | —         | MPC                           |
| 345007     | 2005 CH14  | 2 fev 2005  | Kitt Peak     | Spacewatch          | —         | MPC                           |
| 345008     | 2005 CP14  | 2 fev 2005  | Kitt Peak     | Spacewatch          | —         | MPC                           |
| 345009     | 2005 CL16  | 2 fev 2005  | Socorro       | LINEAR              | —         | MPC                           |
| 345010     | 2005 CX27  | 3 fev 2005  | Socorro       | LINEAR              | —         | MPC                           |
| 345011     | 2005 CM29  | 1 fev 2005  | Kitt Peak     | Spacewatch          | —         | MPC                           |
| 345012     | 2005 CL62  | 9 fev 2005  | Anderson Mesa | LONEOS              | —         | MPC                           |
| 345013     | 2005 CZ65  | 9 fev 2005  | Socorro       | LINEAR              | —         | MPC                           |
| 345014     | 2005 DT1   | 28 fev 2005 | Catalina      | CSS                 | —         | MPC                           |
| 345015     | 2005 EC2   | 2 mar 2005  | Catalina      | CSS                 | —         | MPC                           |
| 345016     | 2005 EP4   | 1 mar 2005  | Junk Bond     | Junk Bond Obs.      | —         | MPC                           |
| 345017     | 2005 EP8   | 2 mar 2005  | Kitt Peak     | Spacewatch          | —         | MPC                           |
| 345018     | 2005 EK43  | 3 mar 2005  | Kitt Peak     | Spacewatch          | —         | MPC                           |
| 345019     | 2005 EZ45  | 3 mar 2005  | Catalina      | CSS                 | —         | MPC                           |
| 345020     | 2005 EU59  | 4 mar 2005  | Mount Lemmon  | Mount Lemmon Survey | —         | MPC                           |
| 345021     | 2005 EF72  | 2 mar 2005  | Catalina      | CSS                 | —         | MPC                           |
| 345022     | 2005 EY77  | 3 mar 2005  | Catalina      | CSS                 | —         | MPC                           |
| 345023     | 2005 EF83  | 4 mar 2005  | Kitt Peak     | Spacewatch          | —         | MPC                           |
| 345024     | 2005 EV83  | 4 mar 2005  | Catalina      | CSS                 | —         | MPC                           |
| 345025     | 2005 EF92  | 8 mar 2005  | Anderson Mesa | LONEOS              | —         | MPC                           |
| 345026     | 2005 EQ97  | 3 mar 2005  | Catalina      | CSS                 | —         | MPC                           |
| 345027     | 2005 EE110 | 4 mar 2005  | Mount Lemmon  | Mount Lemmon Survey | —         | MPC                           |
| 345028     | 2005 EV112 | 4 mar 2005  | Mount Lemmon  | Mount Lemmon Survey | —         | MPC                           |
| 345029     | 2005 EV119 | 8 mar 2005  | Anderson Mesa | LONEOS              | —         | MPC                           |
| 345030     | 2005 EU145 | 10 mar 2005 | Mount Lemmon  | Mount Lemmon Survey | —         | MPC                           |
| 345031     | 2005 EN148 | 10 mar 2005 | Kitt Peak     | Spacewatch          | Brangane  | MPC                           |
| 345032     | 2005 EP162 | 10 mar 2005 | Mount Lemmon  | Mount Lemmon Survey | Maria     | MPC                           |
| 345033     | 2005 EX163 | 10 mar 2005 | Mount Lemmon  | Mount Lemmon Survey | —         | MPC                           |
| 345034     | 2005 EA165 | 11 mar 2005 | Kitt Peak     | Spacewatch          | —         | MPC                           |
| 345035     | 2005 EA168 | 11 mar 2005 | Mount Lemmon  | Mount Lemmon Survey | —         | MPC                           |
| 345036     | 2005 EP176 | 8 mar 2005  | Mount Lemmon  | Mount Lemmon Survey | —         | MPC                           |
| 345037     | 2005 ED189 | 10 mar 2005 | Siding Spring | SSS                 | —         | MPC                           |
| 345038     | 2005 EJ190 | 11 mar 2005 | Mount Lemmon  | Mount Lemmon Survey | —         | MPC                           |
| 345039     | 2005 EB225 | 12 mar 2005 | Socorro       | LINEAR              | —         | MPC                           |
| 345040     | 2005 ER229 | 10 mar 2005 | Mount Lemmon  | Mount Lemmon Survey | —         | MPC                           |
| 345041     | 2005 ES233 | 10 mar 2005 | Anderson Mesa | LONEOS              | —         | MPC                           |
| 345042     | 2005 EC270 | 12 mar 2005 | Socorro       | LINEAR              | —         | MPC                           |
| 345043     | 2005 EH284 | 11 mar 2005 | Mount Lemmon  | Mount Lemmon Survey | —         | MPC                           |
| 345044     | 2005 EP286 | 9 mar 2005  | Catalina      | CSS                 | —         | MPC                           |
| 345045     | 2005 EC320 | 9 mar 2005  | Mount Lemmon  | Mount Lemmon Survey | Eos       | MPC                           |
| 345046     | 2005 FJ4   | 30 mar 2005 | Catalina      | CSS                 | —         | MPC                           |
| 345047     | 2005 GC2   | 1 abr 2005  | Catalina      | CSS                 | —         | MPC                           |
| 345048     | 2005 GO40  | 4 abr 2005  | Mount Lemmon  | Mount Lemmon Survey | —         | MPC                           |
| 345049     | 2005 GP48  | 5 abr 2005  | Mount Lemmon  | Mount Lemmon Survey | —         | MPC                           |
| 345050     | 2005 GJ54  | 5 abr 2005  | Mount Lemmon  | Mount Lemmon Survey | —         | MPC                           |
| 345051     | 2005 GD72  | 4 abr 2005  | Mount Lemmon  | Mount Lemmon Survey | —         | MPC                           |
| 345052     | 2005 GQ73  | 4 abr 2005  | Mount Lemmon  | Mount Lemmon Survey | —         | MPC                           |
| 345053     | 2005 GD103 | 9 abr 2005  | Kitt Peak     | Spacewatch          | —         | MPC                           |
| 345054     | 2005 GK104 | 20 nov 2003 | Kitt Peak     | Spacewatch          | Eos       | MPC                           |
| 345055     | 2005 GO109 | 10 abr 2005 | Mount Lemmon  | Mount Lemmon Survey | Themis    | MPC                           |
| 345056     | 2005 GJ119 | 11 abr 2005 | Socorro       | LINEAR              | —         | MPC                           |
| 345057     | 2005 GX129 | 7 abr 2005  | Kitt Peak     | Spacewatch          | —         | MPC                           |
| 345058     | 2005 GY129 | 7 abr 2005  | Kitt Peak     | Spacewatch          | —         | MPC                           |
| 345059     | 2005 GO133 | 10 abr 2005 | Kitt Peak     | Spacewatch          | —         | MPC                           |
| 345060     | 2005 GC147 | 15 mar 2005 | Mount Lemmon  | Mount Lemmon Survey | —         | MPC                           |
| 345061     | 2005 GF164 | 10 abr 2005 | Mount Lemmon  | Mount Lemmon Survey | —         | MPC                           |
| 345062     | 2005 GP166 | 11 abr 2005 | Mount Lemmon  | Mount Lemmon Survey | —         | MPC                           |
| 345063     | 2005 GU166 | 2 abr 2005  | Mount Lemmon  | Mount Lemmon Survey | —         | MPC                           |
| 345064     | 2005 GT172 | 16 mar 2005 | Mount Lemmon  | Mount Lemmon Survey | —         | MPC                           |
| 345065     | 2005 GU204 | 10 abr 2005 | Mount Lemmon  | Mount Lemmon Survey | —         | MPC                           |
| 345066     | 2005 JR1   | 3 mai 2005  | Junk Bond     | Junk Bond Obs.      | —         | MPC                           |
| 345067     | 2005 JY15  | 3 mai 2005  | Kitt Peak     | Spacewatch          | —         | MPC                           |
| 345068     | 2005 JF27  | 3 mai 2005  | Socorro       | LINEAR              | —         | MPC                           |
| 345069     | 2005 JW32  | 4 mai 2005  | Mount Lemmon  | Mount Lemmon Survey | —         | MPC                           |
| 345070     | 2005 JV42  | 8 mai 2005  | Kitt Peak     | Spacewatch          | —         | MPC                           |
| 345071     | 2005 JE47  | 3 mai 2005  | Kitt Peak     | Spacewatch          | —         | MPC                           |
| 345072     | 2005 JC52  | 4 mai 2005  | Kitt Peak     | Spacewatch          | —         | MPC                           |
| 345073     | 2005 JO65  | 4 mai 2005  | Kitt Peak     | Spacewatch          | —         | MPC                           |
| 345074     | 2005 JE69  | 6 mai 2005  | Kitt Peak     | Spacewatch          | —         | MPC                           |
| 345075     | 2005 JP78  | 11 abr 2005 | Mount Lemmon  | Mount Lemmon Survey | —         | MPC                           |
| 345076     | 2005 JB87  | 9 mai 2005  | Mount Lemmon  | Mount Lemmon Survey | —         | MPC                           |
| 345077     | 2005 JN111 | 9 mai 2005  | Kitt Peak     | Spacewatch          | Brangane  | MPC                           |
| 345078     | 2005 JX134 | 14 mai 2005 | Mount Lemmon  | Mount Lemmon Survey | —         | MPC                           |
| 345079     | 2005 JW146 | 14 mai 2005 | Kitt Peak     | Spacewatch          | —         | MPC                           |
| 345080     | 2005 JO162 | 26 ago 2000 | Kitt Peak     | Spacewatch          | —         | MPC                           |
| 345081     | 2005 JH182 | 4 mai 2005  | Kitt Peak     | Spacewatch          | —         | MPC                           |
| 345082     | 2005 KS1   | 16 mai 2005 | Mount Lemmon  | Mount Lemmon Survey | —         | MPC                           |
| 345083     | 2005 KK3   | 17 mai 2005 | Mount Lemmon  | Mount Lemmon Survey | —         | MPC                           |
| 345084     | 2005 LA11  | 3 jun 2005  | Kitt Peak     | Spacewatch          | Brangane  | MPC                           |
| 345085     | 2005 LJ21  | 6 jun 2005  | Kitt Peak     | Spacewatch          | —         | MPC                           |
| 345086     | 2005 LY25  | 8 jun 2005  | Kitt Peak     | Spacewatch          | —         | MPC                           |
| 345087     | 2005 LA39  | 11 jun 2005 | Kitt Peak     | Spacewatch          | —         | MPC                           |
| 345088     | 2005 MF    | 16 jun 2005 | Mount Lemmon  | Mount Lemmon Survey | —         | MPC                           |
| 345089     | 2005 MX6   | 27 jun 2005 | Kitt Peak     | Spacewatch          | —         | MPC                           |
| 345090     | 2005 MM15  | 18 jun 2005 | Mount Lemmon  | Mount Lemmon Survey | —         | MPC                           |
| 345091     | 2005 MG19  | 29 jun 2005 | Kitt Peak     | Spacewatch          | —         | MPC                           |
| 345092     | 2005 MD21  | 30 jun 2005 | Palomar       | NEAT                | —         | MPC                           |
| 345093     | 2005 MO29  | 29 jun 2005 | Kitt Peak     | Spacewatch          | —         | MPC                           |
| 345094     | 2005 MV35  | 30 jun 2005 | Kitt Peak     | Spacewatch          | —         | MPC                           |
| 345095     | 2005 MB40  | 30 jun 2005 | Kitt Peak     | Spacewatch          | —         | MPC                           |
| 345096     | 2005 MG40  | 30 jun 2005 | Kitt Peak     | Spacewatch          | —         | MPC                           |
| 345097     | 2005 NH1   | 2 jul 2005  | Catalina      | CSS                 | —         | MPC                           |
| 345098     | 2005 NK10  | 3 jul 2005  | Mount Lemmon  | Mount Lemmon Survey | —         | MPC                           |
| 345099     | 2005 NA15  | 4 jul 2005  | Palomar       | NEAT                | —         | MPC                           |
| 345100     | 2005 NS24  | 4 jul 2005  | Kitt Peak     | Spacewatch          | —         | MPC                           |

## 345101–345200
| Designação | Designação | Descoberta  | Descoberta       | Descobridor(es)     | Categoria | Mais informações / Referência |
| Permanente | Provisória | Data        | Local            | Descobridor(es)     | Categoria | Mais informações / Referência |
| ---------- | ---------- | ----------- | ---------------- | ------------------- | --------- | ----------------------------- |
| 345101     | 2005 NK35  | 5 jul 2005  | Kitt Peak        | Spacewatch          | —         | MPC                           |
| 345102     | 2005 NO42  | 18 jun 2005 | Mount Lemmon     | Mount Lemmon Survey | —         | MPC                           |
| 345103     | 2005 NA47  | 7 jul 2005  | Campo Imperatore | CINEOS              | —         | MPC                           |
| 345104     | 2005 NU70  | 4 jul 2005  | Palomar          | NEAT                | —         | MPC                           |
| 345105     | 2005 NY71  | 5 jul 2005  | Palomar          | NEAT                | —         | MPC                           |
| 345106     | 2005 OS4   | 27 jul 2005 | Palomar          | NEAT                | —         | MPC                           |
| 345107     | 2005 OV15  | 29 jul 2005 | Palomar          | NEAT                | —         | MPC                           |
| 345108     | 2005 PF4   | 7 ago 2005  | Needville        | J. Dellinger        | —         | MPC                           |
| 345109     | 2005 PS10  | 18 jul 2005 | Palomar          | NEAT                | —         | MPC                           |
| 345110     | 2005 QL2   | 24 ago 2005 | Palomar          | NEAT                | —         | MPC                           |
| 345111     | 2005 QX8   | 25 ago 2005 | Palomar          | NEAT                | —         | MPC                           |
| 345112     | 2005 QD33  | 25 ago 2005 | Palomar          | NEAT                | —         | MPC                           |
| 345113     | 2005 QY36  | 25 ago 2005 | Palomar          | NEAT                | —         | MPC                           |
| 345114     | 2005 QA38  | 25 ago 2005 | Palomar          | NEAT                | —         | MPC                           |
| 345115     | 2005 QY39  | 26 ago 2005 | Palomar          | NEAT                | —         | MPC                           |
| 345116     | 2005 QS41  | 26 ago 2005 | Anderson Mesa    | LONEOS              | —         | MPC                           |
| 345117     | 2005 QM52  | 27 ago 2005 | Needville        | Needville Obs.      | —         | MPC                           |
| 345118     | 2005 QW59  | 25 ago 2005 | Palomar          | NEAT                | —         | MPC                           |
| 345119     | 2005 QJ70  | 26 ago 2005 | Palomar          | NEAT                | —         | MPC                           |
| 345120     | 2005 QR73  | 29 ago 2005 | Anderson Mesa    | LONEOS              | —         | MPC                           |
| 345121     | 2005 QQ95  | 27 ago 2005 | Palomar          | NEAT                | Ursula    | MPC                           |
| 345122     | 2005 QU103 | 27 ago 2005 | Palomar          | NEAT                | —         | MPC                           |
| 345123     | 2005 QD131 | 28 ago 2005 | Kitt Peak        | Spacewatch          | —         | MPC                           |
| 345124     | 2005 QR148 | 30 ago 2005 | Anderson Mesa    | LONEOS              | —         | MPC                           |
| 345125     | 2005 QF157 | 30 ago 2005 | Palomar          | NEAT                | —         | MPC                           |
| 345126     | 2005 QQ159 | 29 jul 2005 | Palomar          | NEAT                | —         | MPC                           |
| 345127     | 2005 QK165 | 31 ago 2005 | Palomar          | NEAT                | —         | MPC                           |
| 345128     | 2005 QH169 | 29 ago 2005 | Palomar          | NEAT                | —         | MPC                           |
| 345129     | 2005 QN172 | 29 ago 2005 | Palomar          | NEAT                | —         | MPC                           |
| 345130     | 2005 RS29  | 13 set 2005 | Socorro          | LINEAR              | —         | MPC                           |
| 345131     | 2005 SC1   | 23 set 2005 | Kitt Peak        | Spacewatch          | —         | MPC                           |
| 345132     | 2005 SB3   | 23 set 2005 | Catalina         | CSS                 | —         | MPC                           |
| 345133     | 2005 SL4   | 24 set 2005 | Altschwendt      | W. Ries             | —         | MPC                           |
| 345134     | 2005 SK5   | 23 set 2005 | Catalina         | CSS                 | —         | MPC                           |
| 345135     | 2005 SO22  | 23 set 2005 | Kitt Peak        | Spacewatch          | —         | MPC                           |
| 345136     | 2005 SS39  | 24 set 2005 | Kitt Peak        | Spacewatch          | —         | MPC                           |
| 345137     | 2005 SV43  | 24 set 2005 | Kitt Peak        | Spacewatch          | —         | MPC                           |
| 345138     | 2005 SS44  | 24 set 2005 | Kitt Peak        | Spacewatch          | —         | MPC                           |
| 345139     | 2005 SP47  | 24 set 2005 | Kitt Peak        | Spacewatch          | —         | MPC                           |
| 345140     | 2005 SH53  | 25 set 2005 | Catalina         | CSS                 | —         | MPC                           |
| 345141     | 2005 SH56  | 25 set 2005 | Kitt Peak        | Spacewatch          | —         | MPC                           |
| 345142     | 2005 SJ56  | 25 set 2005 | Kitt Peak        | Spacewatch          | —         | MPC                           |
| 345143     | 2005 SO71  | 23 set 2005 | Kitt Peak        | Spacewatch          | —         | MPC                           |
| 345144     | 2005 SV79  | 24 set 2005 | Kitt Peak        | Spacewatch          | —         | MPC                           |
| 345145     | 2005 SD83  | 24 set 2005 | Kitt Peak        | Spacewatch          | —         | MPC                           |
| 345146     | 2005 SL102 | 25 set 2005 | Kitt Peak        | Spacewatch          | —         | MPC                           |
| 345147     | 2005 SW107 | 26 set 2005 | Kitt Peak        | Spacewatch          | —         | MPC                           |
| 345148     | 2005 SE108 | 26 set 2005 | Kitt Peak        | Spacewatch          | —         | MPC                           |
| 345149     | 2005 SY115 | 27 set 2005 | Kitt Peak        | Spacewatch          | —         | MPC                           |
| 345150     | 2005 SB122 | 29 set 2005 | Kitt Peak        | Spacewatch          | —         | MPC                           |
| 345151     | 2005 SU123 | 29 set 2005 | Anderson Mesa    | LONEOS              | —         | MPC                           |
| 345152     | 2005 SJ128 | 29 set 2005 | Anderson Mesa    | LONEOS              | —         | MPC                           |
| 345153     | 2005 SP129 | 29 set 2005 | Mount Lemmon     | Mount Lemmon Survey | —         | MPC                           |
| 345154     | 2005 SP131 | 29 set 2005 | Kitt Peak        | Spacewatch          | —         | MPC                           |
| 345155     | 2005 SB166 | 28 set 2005 | Palomar          | NEAT                | —         | MPC                           |
| 345156     | 2005 SQ167 | 28 set 2005 | Palomar          | NEAT                | —         | MPC                           |
| 345157     | 2005 SE171 | 29 set 2005 | Kitt Peak        | Spacewatch          | —         | MPC                           |
| 345158     | 2005 SO193 | 29 set 2005 | Kitt Peak        | Spacewatch          | —         | MPC                           |
| 345159     | 2005 SO205 | 11 set 2005 | Socorro          | LINEAR              | —         | MPC                           |
| 345160     | 2005 SN206 | 30 set 2005 | Anderson Mesa    | LONEOS              | —         | MPC                           |
| 345161     | 2005 SM223 | 26 ago 2005 | Palomar          | NEAT                | —         | MPC                           |
| 345162     | 2005 SK224 | 29 set 2005 | Mount Lemmon     | Mount Lemmon Survey | —         | MPC                           |
| 345163     | 2005 SJ238 | 29 set 2005 | Kitt Peak        | Spacewatch          | —         | MPC                           |
| 345164     | 2005 SH249 | 30 set 2005 | Mount Lemmon     | Mount Lemmon Survey | —         | MPC                           |
| 345165     | 2005 SJ260 | 22 set 2005 | Palomar          | NEAT                | —         | MPC                           |
| 345166     | 2005 SP263 | 23 set 2005 | Kitt Peak        | Spacewatch          | —         | MPC                           |
| 345167     | 2005 ST265 | 27 set 2005 | Palomar          | NEAT                | —         | MPC                           |
| 345168     | 2005 SD271 | 30 set 2005 | Anderson Mesa    | LONEOS              | —         | MPC                           |
| 345169     | 2005 SQ278 | 29 set 2005 | Mount Lemmon     | Mount Lemmon Survey | —         | MPC                           |
| 345170     | 2005 SW285 | 25 set 2005 | Apache Point     | A. C. Becker        | —         | MPC                           |
| 345171     | 2005 TO18  | 1 out 2005  | Socorro          | LINEAR              | —         | MPC                           |
| 345172     | 2005 TJ29  | 2 out 2005  | Mount Lemmon     | Mount Lemmon Survey | —         | MPC                           |
| 345173     | 2005 TN36  | 1 out 2005  | Mount Lemmon     | Mount Lemmon Survey | —         | MPC                           |
| 345174     | 2005 TM41  | 2 out 2005  | Mount Lemmon     | Mount Lemmon Survey | —         | MPC                           |
| 345175     | 2005 TY65  | 2 out 2005  | Palomar          | NEAT                | —         | MPC                           |
| 345176     | 2005 TF72  | 3 out 2005  | Catalina         | CSS                 | —         | MPC                           |
| 345177     | 2005 TR73  | 7 out 2005  | Anderson Mesa    | LONEOS              | —         | MPC                           |
| 345178     | 2005 TS74  | 1 out 2005  | Catalina         | CSS                 | —         | MPC                           |
| 345179     | 2005 TG78  | 7 out 2005  | Mount Lemmon     | Mount Lemmon Survey | —         | MPC                           |
| 345180     | 2005 TA82  | 3 out 2005  | Kitt Peak        | Spacewatch          | —         | MPC                           |
| 345181     | 2005 TL94  | 25 set 2005 | Kitt Peak        | Spacewatch          | —         | MPC                           |
| 345182     | 2005 TF97  | 6 out 2005  | Mount Lemmon     | Mount Lemmon Survey | —         | MPC                           |
| 345183     | 2005 TB99  | 7 out 2005  | Catalina         | CSS                 | —         | MPC                           |
| 345184     | 2005 TL103 | 29 set 2005 | Kitt Peak        | Spacewatch          | —         | MPC                           |
| 345185     | 2005 TO128 | 7 out 2005  | Kitt Peak        | Spacewatch          | —         | MPC                           |
| 345186     | 2005 TC169 | 9 out 2005  | Kitt Peak        | Spacewatch          | —         | MPC                           |
| 345187     | 2005 TM171 | 10 out 2005 | Anderson Mesa    | LONEOS              | —         | MPC                           |
| 345188     | 2005 TY178 | 23 out 1995 | Kitt Peak        | Spacewatch          | —         | MPC                           |
| 345189     | 2005 TS182 | 5 out 2005  | Catalina         | CSS                 | —         | MPC                           |
| 345190     | 2005 UX18  | 22 out 2005 | Kitt Peak        | Spacewatch          | —         | MPC                           |
| 345191     | 2005 UR21  | 23 out 2005 | Kitt Peak        | Spacewatch          | —         | MPC                           |
| 345192     | 2005 UD23  | 23 out 2005 | Kitt Peak        | Spacewatch          | —         | MPC                           |
| 345193     | 2005 UL28  | 23 out 2005 | Kitt Peak        | Spacewatch          | Mitidika  | MPC                           |
| 345194     | 2005 UM30  | 23 out 2005 | Catalina         | CSS                 | —         | MPC                           |
| 345195     | 2005 UD31  | 24 out 2005 | Kitt Peak        | Spacewatch          | —         | MPC                           |
| 345196     | 2005 UG33  | 30 set 2005 | Mount Lemmon     | Mount Lemmon Survey | —         | MPC                           |
| 345197     | 2005 UP50  | 23 out 2005 | Catalina         | CSS                 | —         | MPC                           |
| 345198     | 2005 UB55  | 23 out 2005 | Catalina         | CSS                 | —         | MPC                           |
| 345199     | 2005 UD56  | 23 out 2005 | Catalina         | CSS                 | —         | MPC                           |
| 345200     | 2005 UV61  | 25 out 2005 | Mount Lemmon     | Mount Lemmon Survey | —         | MPC                           |

## 345201–345300
| Designação | Designação | Descoberta  | Descoberta    | Descobridor(es)     | Categoria | Mais informações / Referência |
| Permanente | Provisória | Data        | Local         | Descobridor(es)     | Categoria | Mais informações / Referência |
| ---------- | ---------- | ----------- | ------------- | ------------------- | --------- | ----------------------------- |
| 345201     | 2005 UB65  | 20 out 2005 | Palomar       | NEAT                | —         | MPC                           |
| 345202     | 2005 UO71  | 23 out 2005 | Catalina      | CSS                 | —         | MPC                           |
| 345203     | 2005 UE77  | 24 out 2005 | Kitt Peak     | Spacewatch          | —         | MPC                           |
| 345204     | 2005 UT85  | 22 out 2005 | Kitt Peak     | Spacewatch          | —         | MPC                           |
| 345205     | 2005 UW89  | 22 out 2005 | Kitt Peak     | Spacewatch          | —         | MPC                           |
| 345206     | 2005 UE91  | 22 out 2005 | Kitt Peak     | Spacewatch          | —         | MPC                           |
| 345207     | 2005 UA92  | 22 out 2005 | Kitt Peak     | Spacewatch          | —         | MPC                           |
| 345208     | 2005 UR93  | 22 out 2005 | Kitt Peak     | Spacewatch          | —         | MPC                           |
| 345209     | 2005 UD103 | 22 out 2005 | Kitt Peak     | Spacewatch          | —         | MPC                           |
| 345210     | 2005 UB108 | 22 out 2005 | Kitt Peak     | Spacewatch          | —         | MPC                           |
| 345211     | 2005 UZ109 | 22 out 2005 | Kitt Peak     | Spacewatch          | —         | MPC                           |
| 345212     | 2005 UA111 | 22 out 2005 | Kitt Peak     | Spacewatch          | —         | MPC                           |
| 345213     | 2005 UB112 | 22 out 2005 | Kitt Peak     | Spacewatch          | —         | MPC                           |
| 345214     | 2005 UO114 | 22 out 2005 | Catalina      | CSS                 | —         | MPC                           |
| 345215     | 2005 UE115 | 23 out 2005 | Palomar       | NEAT                | —         | MPC                           |
| 345216     | 2005 UN116 | 23 out 2005 | Catalina      | CSS                 | —         | MPC                           |
| 345217     | 2005 UW139 | 25 out 2005 | Mount Lemmon  | Mount Lemmon Survey | —         | MPC                           |
| 345218     | 2005 UJ152 | 26 out 2005 | Kitt Peak     | Spacewatch          | —         | MPC                           |
| 345219     | 2005 UB157 | 27 out 2005 | Kitt Peak     | Spacewatch          | —         | MPC                           |
| 345220     | 2005 UV158 | 29 out 2005 | Eskridge      | Farpoint Obs.       | Mitidika  | MPC                           |
| 345221     | 2005 UH163 | 23 out 2005 | Kitt Peak     | Spacewatch          | —         | MPC                           |
| 345222     | 2005 UU168 | 24 out 2005 | Kitt Peak     | Spacewatch          | —         | MPC                           |
| 345223     | 2005 UR171 | 24 out 2005 | Kitt Peak     | Spacewatch          | —         | MPC                           |
| 345224     | 2005 UL173 | 24 out 2005 | Kitt Peak     | Spacewatch          | Mitidika  | MPC                           |
| 345225     | 2005 UC176 | 24 out 2005 | Kitt Peak     | Spacewatch          | —         | MPC                           |
| 345226     | 2005 UY189 | 27 out 2005 | Mount Lemmon  | Mount Lemmon Survey | Pallas    | MPC                           |
| 345227     | 2005 UY193 | 22 out 2005 | Kitt Peak     | Spacewatch          | —         | MPC                           |
| 345228     | 2005 UF198 | 25 out 2005 | Kitt Peak     | Spacewatch          | —         | MPC                           |
| 345229     | 2005 UY205 | 26 out 2005 | Kitt Peak     | Spacewatch          | —         | MPC                           |
| 345230     | 2005 UM214 | 26 out 2005 | Anderson Mesa | LONEOS              | —         | MPC                           |
| 345231     | 2005 UR214 | 27 out 2005 | Palomar       | NEAT                | —         | MPC                           |
| 345232     | 2005 UD215 | 27 out 2005 | Palomar       | NEAT                | —         | MPC                           |
| 345233     | 2005 UL216 | 25 out 2005 | Catalina      | CSS                 | —         | MPC                           |
| 345234     | 2005 UN216 | 25 out 2005 | Catalina      | CSS                 | —         | MPC                           |
| 345235     | 2005 UX222 | 25 out 2005 | Kitt Peak     | Spacewatch          | —         | MPC                           |
| 345236     | 2005 UT234 | 25 out 2005 | Kitt Peak     | Spacewatch          | —         | MPC                           |
| 345237     | 2005 UT239 | 25 out 2005 | Kitt Peak     | Spacewatch          | —         | MPC                           |
| 345238     | 2005 UN247 | 28 out 2005 | Mount Lemmon  | Mount Lemmon Survey | —         | MPC                           |
| 345239     | 2005 UY252 | 26 out 2005 | Anderson Mesa | LONEOS              | —         | MPC                           |
| 345240     | 2005 UU266 | 27 out 2005 | Kitt Peak     | Spacewatch          | Pallas    | MPC                           |
| 345241     | 2005 UV277 | 24 out 2005 | Kitt Peak     | Spacewatch          | —         | MPC                           |
| 345242     | 2005 UF283 | 26 out 2005 | Kitt Peak     | Spacewatch          | —         | MPC                           |
| 345243     | 2005 UL293 | 26 out 2005 | Kitt Peak     | Spacewatch          | —         | MPC                           |
| 345244     | 2005 UT304 | 26 out 2005 | Kitt Peak     | Spacewatch          | —         | MPC                           |
| 345245     | 2005 UE306 | 27 out 2005 | Mount Lemmon  | Mount Lemmon Survey | —         | MPC                           |
| 345246     | 2005 UQ314 | 28 out 2005 | Catalina      | CSS                 | —         | MPC                           |
| 345247     | 2005 UM410 | 31 out 2005 | Mount Lemmon  | Mount Lemmon Survey | —         | MPC                           |
| 345248     | 2005 UZ410 | 31 out 2005 | Mount Lemmon  | Mount Lemmon Survey | —         | MPC                           |
| 345249     | 2005 UJ433 | 28 out 2005 | Kitt Peak     | Spacewatch          | —         | MPC                           |
| 345250     | 2005 UX440 | 29 out 2005 | Catalina      | CSS                 | —         | MPC                           |
| 345251     | 2005 UE455 | 28 out 2005 | Mount Lemmon  | Mount Lemmon Survey | —         | MPC                           |
| 345252     | 2005 UV456 | 30 out 2005 | Palomar       | NEAT                | —         | MPC                           |
| 345253     | 2005 UJ472 | 30 out 2005 | Kitt Peak     | Spacewatch          | —         | MPC                           |
| 345254     | 2005 UT477 | 26 out 2005 | Anderson Mesa | LONEOS              | —         | MPC                           |
| 345255     | 2005 UR502 | 31 out 2005 | Anderson Mesa | LONEOS              | —         | MPC                           |
| 345256     | 2005 VE6   | 4 nov 2005  | Kitt Peak     | Spacewatch          | —         | MPC                           |
| 345257     | 2005 VT6   | 6 nov 2005  | Kitt Peak     | Spacewatch          | —         | MPC                           |
| 345258     | 2005 VM8   | 1 nov 2005  | Kitt Peak     | Spacewatch          | —         | MPC                           |
| 345259     | 2005 VT17  | 4 nov 2005  | Mount Lemmon  | Mount Lemmon Survey | —         | MPC                           |
| 345260     | 2005 VQ25  | 2 nov 2005  | Socorro       | LINEAR              | —         | MPC                           |
| 345261     | 2005 VN28  | 29 out 2005 | Catalina      | CSS                 | —         | MPC                           |
| 345262     | 2005 VT30  | 4 nov 2005  | Kitt Peak     | Spacewatch          | —         | MPC                           |
| 345263     | 2005 VT42  | 4 nov 2005  | Catalina      | CSS                 | —         | MPC                           |
| 345264     | 2005 VV51  | 27 out 2005 | Kitt Peak     | Spacewatch          | —         | MPC                           |
| 345265     | 2005 VS59  | 25 out 2005 | Kitt Peak     | Spacewatch          | —         | MPC                           |
| 345266     | 2005 VC60  | 19 set 1998 | Apache Point  | SDSS                | —         | MPC                           |
| 345267     | 2005 VQ60  | 5 nov 2005  | Mount Lemmon  | Mount Lemmon Survey | —         | MPC                           |
| 345268     | 2005 VX61  | 1 nov 2005  | Mount Lemmon  | Mount Lemmon Survey | —         | MPC                           |
| 345269     | 2005 VA70  | 1 nov 2005  | Mount Lemmon  | Mount Lemmon Survey | —         | MPC                           |
| 345270     | 2005 VZ70  | 1 nov 2005  | Mount Lemmon  | Mount Lemmon Survey | —         | MPC                           |
| 345271     | 2005 VO95  | 29 out 2005 | Mount Lemmon  | Mount Lemmon Survey | —         | MPC                           |
| 345272     | 2005 VG99  | 10 nov 2005 | Catalina      | CSS                 | —         | MPC                           |
| 345273     | 2005 VS102 | 2 nov 2005  | Catalina      | CSS                 | —         | MPC                           |
| 345274     | 2005 VY102 | 2 nov 2005  | Mount Lemmon  | Mount Lemmon Survey | —         | MPC                           |
| 345275     | 2005 VE104 | 3 nov 2005  | Mount Lemmon  | Mount Lemmon Survey | —         | MPC                           |
| 345276     | 2005 WP16  | 22 nov 2005 | Kitt Peak     | Spacewatch          | —         | MPC                           |
| 345277     | 2005 WD26  | 21 nov 2005 | Kitt Peak     | Spacewatch          | —         | MPC                           |
| 345278     | 2005 WV36  | 22 nov 2005 | Kitt Peak     | Spacewatch          | —         | MPC                           |
| 345279     | 2005 WF37  | 22 nov 2005 | Kitt Peak     | Spacewatch          | Chloris   | MPC                           |
| 345280     | 2005 WL39  | 25 nov 2005 | Mount Lemmon  | Mount Lemmon Survey | Juno      | MPC                           |
| 345281     | 2005 WQ41  | 21 nov 2005 | Kitt Peak     | Spacewatch          | —         | MPC                           |
| 345282     | 2005 WP50  | 25 nov 2005 | Mount Lemmon  | Mount Lemmon Survey | —         | MPC                           |
| 345283     | 2005 WW50  | 25 nov 2005 | Mount Lemmon  | Mount Lemmon Survey | —         | MPC                           |
| 345284     | 2005 WZ52  | 25 nov 2005 | Mount Lemmon  | Mount Lemmon Survey | Mitidika  | MPC                           |
| 345285     | 2005 WQ55  | 21 nov 2005 | Catalina      | CSS                 | —         | MPC                           |
| 345286     | 2005 WM63  | 25 nov 2005 | Mount Lemmon  | Mount Lemmon Survey | Mitidika  | MPC                           |
| 345287     | 2005 WT73  | 26 nov 2005 | Mount Lemmon  | Mount Lemmon Survey | —         | MPC                           |
| 345288     | 2005 WS79  | 25 nov 2005 | Kitt Peak     | Spacewatch          | —         | MPC                           |
| 345289     | 2005 WS81  | 28 nov 2005 | Catalina      | CSS                 | —         | MPC                           |
| 345290     | 2005 WU85  | 23 out 2001 | Kitt Peak     | Spacewatch          | Mitidika  | MPC                           |
| 345291     | 2005 WA90  | 26 nov 2005 | Catalina      | CSS                 | —         | MPC                           |
| 345292     | 2005 WB102 | 29 nov 2005 | Socorro       | LINEAR              | —         | MPC                           |
| 345293     | 2005 WD103 | 26 nov 2005 | Catalina      | CSS                 | —         | MPC                           |
| 345294     | 2005 WG122 | 25 nov 2005 | Mount Lemmon  | Mount Lemmon Survey | —         | MPC                           |
| 345295     | 2005 WH133 | 25 nov 2005 | Mount Lemmon  | Mount Lemmon Survey | —         | MPC                           |
| 345296     | 2005 WR141 | 28 nov 2005 | Mount Lemmon  | Mount Lemmon Survey | —         | MPC                           |
| 345297     | 2005 WV151 | 28 nov 2005 | Catalina      | CSS                 | —         | MPC                           |
| 345298     | 2005 WN153 | 29 nov 2005 | Kitt Peak     | Spacewatch          | —         | MPC                           |
| 345299     | 2005 WP157 | 25 nov 2005 | Mount Lemmon  | Mount Lemmon Survey | —         | MPC                           |
| 345300     | 2005 WC161 | 28 nov 2005 | Socorro       | LINEAR              | —         | MPC                           |

## 345301–345400
| Designação | Designação | Descoberta  | Descoberta    | Descobridor(es)     | Categoria | Mais informações / Referência |
| Permanente | Provisória | Data        | Local         | Descobridor(es)     | Categoria | Mais informações / Referência |
| ---------- | ---------- | ----------- | ------------- | ------------------- | --------- | ----------------------------- |
| 345301     | 2005 WJ166 | 29 nov 2005 | Mount Lemmon  | Mount Lemmon Survey | Juno      | MPC                           |
| 345302     | 2005 WA173 | 30 nov 2005 | Mount Lemmon  | Mount Lemmon Survey | —         | MPC                           |
| 345303     | 2005 WL178 | 30 nov 2005 | Kitt Peak     | Spacewatch          | Mitidika  | MPC                           |
| 345304     | 2005 WS197 | 21 nov 2005 | Kitt Peak     | Spacewatch          | Juno      | MPC                           |
| 345305     | 2005 WF202 | 30 nov 2005 | Kitt Peak     | Spacewatch          | —         | MPC                           |
| 345306     | 2005 WO204 | 25 nov 2005 | Mount Lemmon  | Mount Lemmon Survey | —         | MPC                           |
| 345307     | 2005 XW11  | 1 dez 2005  | Kitt Peak     | Spacewatch          | —         | MPC                           |
| 345308     | 2005 XA23  | 2 dez 2005  | Mount Lemmon  | Mount Lemmon Survey | Juno      | MPC                           |
| 345309     | 2005 XM26  | 4 dez 2005  | Mount Lemmon  | Mount Lemmon Survey | —         | MPC                           |
| 345310     | 2005 XQ31  | 2 dez 2005  | Mount Lemmon  | Mount Lemmon Survey | —         | MPC                           |
| 345311     | 2005 XU37  | 4 dez 2005  | Kitt Peak     | Spacewatch          | Mitidika  | MPC                           |
| 345312     | 2005 XD38  | 4 dez 2005  | Kitt Peak     | Spacewatch          | —         | MPC                           |
| 345313     | 2005 XZ44  | 2 dez 2005  | Kitt Peak     | Spacewatch          | —         | MPC                           |
| 345314     | 2005 XY52  | 2 dez 2005  | Kitt Peak     | Spacewatch          | —         | MPC                           |
| 345315     | 2005 XQ86  | 8 dez 2005  | Kitt Peak     | Spacewatch          | —         | MPC                           |
| 345316     | 2005 XW114 | 1 dez 2005  | Kitt Peak     | M. W. Buie          | —         | MPC                           |
| 345317     | 2005 YL6   | 21 dez 2005 | Catalina      | CSS                 | —         | MPC                           |
| 345318     | 2005 YG22  | 24 dez 2005 | Kitt Peak     | Spacewatch          | —         | MPC                           |
| 345319     | 2005 YU25  | 24 dez 2005 | Kitt Peak     | Spacewatch          | Mitidika  | MPC                           |
| 345320     | 2005 YY25  | 24 dez 2005 | Kitt Peak     | Spacewatch          | —         | MPC                           |
| 345321     | 2005 YX26  | 22 dez 2005 | Kitt Peak     | Spacewatch          | —         | MPC                           |
| 345322     | 2005 YU32  | 22 dez 2005 | Kitt Peak     | Spacewatch          | —         | MPC                           |
| 345323     | 2005 YS40  | 25 dez 2005 | Kitt Peak     | Spacewatch          | —         | MPC                           |
| 345324     | 2005 YG42  | 22 dez 2005 | Kitt Peak     | Spacewatch          | —         | MPC                           |
| 345325     | 2005 YS45  | 25 dez 2005 | Kitt Peak     | Spacewatch          | Mitidika  | MPC                           |
| 345326     | 2005 YX46  | 25 dez 2005 | Kitt Peak     | Spacewatch          | —         | MPC                           |
| 345327     | 2005 YZ48  | 22 dez 2005 | Kitt Peak     | Spacewatch          | —         | MPC                           |
| 345328     | 2005 YS91  | 26 dez 2005 | Mount Lemmon  | Mount Lemmon Survey | —         | MPC                           |
| 345329     | 2005 YP96  | 26 dez 2005 | Kitt Peak     | Spacewatch          | —         | MPC                           |
| 345330     | 2005 YU100 | 24 dez 2005 | Kitt Peak     | Spacewatch          | —         | MPC                           |
| 345331     | 2005 YS103 | 25 dez 2005 | Kitt Peak     | Spacewatch          | —         | MPC                           |
| 345332     | 2005 YU106 | 25 dez 2005 | Mount Lemmon  | Mount Lemmon Survey | —         | MPC                           |
| 345333     | 2005 YM107 | 25 dez 2005 | Mount Lemmon  | Mount Lemmon Survey | —         | MPC                           |
| 345334     | 2005 YD111 | 25 dez 2005 | Kitt Peak     | Spacewatch          | —         | MPC                           |
| 345335     | 2005 YE111 | 25 dez 2005 | Kitt Peak     | Spacewatch          | —         | MPC                           |
| 345336     | 2005 YP115 | 25 dez 2005 | Kitt Peak     | Spacewatch          | —         | MPC                           |
| 345337     | 2005 YP126 | 26 dez 2005 | Kitt Peak     | Spacewatch          | —         | MPC                           |
| 345338     | 2005 YK127 | 28 dez 2005 | Palomar       | NEAT                | —         | MPC                           |
| 345339     | 2005 YR145 | 29 dez 2005 | Socorro       | LINEAR              | —         | MPC                           |
| 345340     | 2005 YK160 | 27 dez 2005 | Kitt Peak     | Spacewatch          | —         | MPC                           |
| 345341     | 2005 YL167 | 27 dez 2005 | Kitt Peak     | Spacewatch          | —         | MPC                           |
| 345342     | 2005 YE175 | 30 dez 2005 | Socorro       | LINEAR              | —         | MPC                           |
| 345343     | 2005 YF178 | 24 dez 2005 | Kitt Peak     | Spacewatch          | —         | MPC                           |
| 345344     | 2005 YG179 | 26 dez 2005 | Mount Lemmon  | Mount Lemmon Survey | Mitidika  | MPC                           |
| 345345     | 2005 YL179 | 26 dez 2005 | Kitt Peak     | Spacewatch          | Juno      | MPC                           |
| 345346     | 2005 YR179 | 27 dez 2005 | Kitt Peak     | Spacewatch          | —         | MPC                           |
| 345347     | 2005 YP188 | 28 dez 2005 | Mount Lemmon  | Mount Lemmon Survey | Mitidika  | MPC                           |
| 345348     | 2005 YF191 | 30 dez 2005 | Kitt Peak     | Spacewatch          | —         | MPC                           |
| 345349     | 2005 YU196 | 24 dez 2005 | Kitt Peak     | Spacewatch          | —         | MPC                           |
| 345350     | 2005 YE205 | 26 dez 2005 | Mount Lemmon  | Mount Lemmon Survey | Mitidika  | MPC                           |
| 345351     | 2005 YY222 | 12 nov 2005 | Kitt Peak     | Spacewatch          | —         | MPC                           |
| 345352     | 2005 YC268 | 25 dez 2005 | Mount Lemmon  | Mount Lemmon Survey | Mitidika  | MPC                           |
| 345353     | 2005 YP272 | 30 dez 2005 | Kitt Peak     | Spacewatch          | —         | MPC                           |
| 345354     | 2005 YW291 | 30 dez 2005 | Mount Lemmon  | Mount Lemmon Survey | —         | MPC                           |
| 345355     | 2006 AC6   | 2 jan 2006  | Socorro       | LINEAR              | —         | MPC                           |
| 345356     | 2006 AP9   | 4 jan 2006  | Mount Lemmon  | Mount Lemmon Survey | —         | MPC                           |
| 345357     | 2006 AY10  | 4 jan 2006  | Catalina      | CSS                 | —         | MPC                           |
| 345358     | 2006 AP14  | 5 jan 2006  | Mount Lemmon  | Mount Lemmon Survey | Mitidika  | MPC                           |
| 345359     | 2006 AX27  | 5 jan 2006  | Catalina      | CSS                 | —         | MPC                           |
| 345360     | 2006 AX31  | 5 jan 2006  | Catalina      | CSS                 | —         | MPC                           |
| 345361     | 2006 AJ32  | 5 jan 2006  | Catalina      | CSS                 | —         | MPC                           |
| 345362     | 2006 AY32  | 6 jan 2006  | Kitt Peak     | Spacewatch          | —         | MPC                           |
| 345363     | 2006 AE36  | 4 jan 2006  | Kitt Peak     | Spacewatch          | —         | MPC                           |
| 345364     | 2006 AA49  | 5 jan 2006  | Kitt Peak     | Spacewatch          | —         | MPC                           |
| 345365     | 2006 AK70  | 6 jan 2006  | Kitt Peak     | Spacewatch          | —         | MPC                           |
| 345366     | 2006 AS70  | 6 jan 2006  | Kitt Peak     | Spacewatch          | —         | MPC                           |
| 345367     | 2006 AU70  | 6 jan 2006  | Kitt Peak     | Spacewatch          | Pallas    | MPC                           |
| 345368     | 2006 AY70  | 6 jan 2006  | Kitt Peak     | Spacewatch          | —         | MPC                           |
| 345369     | 2006 AN71  | 6 jan 2006  | Mount Lemmon  | Mount Lemmon Survey | —         | MPC                           |
| 345370     | 2006 AS88  | 28 dez 2005 | Kitt Peak     | Spacewatch          | —         | MPC                           |
| 345371     | 2006 AE96  | 4 jan 2006  | Catalina      | CSS                 | —         | MPC                           |
| 345372     | 2006 BR9   | 22 jan 2006 | Anderson Mesa | LONEOS              | —         | MPC                           |
| 345373     | 2006 BO11  | 20 jan 2006 | Kitt Peak     | Spacewatch          | —         | MPC                           |
| 345374     | 2006 BV29  | 23 jan 2006 | Nyukasa       | Mount Nyukasa Stn.  | Mitidika  | MPC                           |
| 345375     | 2006 BD31  | 20 jan 2006 | Kitt Peak     | Spacewatch          | —         | MPC                           |
| 345376     | 2006 BU31  | 20 jan 2006 | Kitt Peak     | Spacewatch          | —         | MPC                           |
| 345377     | 2006 BE36  | 23 jan 2006 | Kitt Peak     | Spacewatch          | —         | MPC                           |
| 345378     | 2006 BQ38  | 23 jan 2006 | Mount Lemmon  | Mount Lemmon Survey | —         | MPC                           |
| 345379     | 2006 BP40  | 21 jan 2006 | Kitt Peak     | Spacewatch          | —         | MPC                           |
| 345380     | 2006 BS41  | 22 jan 2006 | Mount Lemmon  | Mount Lemmon Survey | —         | MPC                           |
| 345381     | 2006 BO51  | 25 jan 2006 | Kitt Peak     | Spacewatch          | —         | MPC                           |
| 345382     | 2006 BB57  | 22 jan 2006 | Mount Lemmon  | Mount Lemmon Survey | Mitidika  | MPC                           |
| 345383     | 2006 BM67  | 23 jan 2006 | Kitt Peak     | Spacewatch          | —         | MPC                           |
| 345384     | 2006 BR69  | 23 jan 2006 | Kitt Peak     | Spacewatch          | —         | MPC                           |
| 345385     | 2006 BR79  | 23 jan 2006 | Kitt Peak     | Spacewatch          | —         | MPC                           |
| 345386     | 2006 BW82  | 24 jan 2006 | Kitt Peak     | Spacewatch          | —         | MPC                           |
| 345387     | 2006 BG114 | 25 jan 2006 | Kitt Peak     | Spacewatch          | —         | MPC                           |
| 345388     | 2006 BD118 | 26 jan 2006 | Kitt Peak     | Spacewatch          | —         | MPC                           |
| 345389     | 2006 BJ120 | 26 jan 2006 | Kitt Peak     | Spacewatch          | —         | MPC                           |
| 345390     | 2006 BT148 | 22 jan 2006 | Mount Lemmon  | Mount Lemmon Survey | —         | MPC                           |
| 345391     | 2006 BK163 | 26 jan 2006 | Mount Lemmon  | Mount Lemmon Survey | Mitidika  | MPC                           |
| 345392     | 2006 BP166 | 26 jan 2006 | Mount Lemmon  | Mount Lemmon Survey | —         | MPC                           |
| 345393     | 2006 BC169 | 26 jan 2006 | Mount Lemmon  | Mount Lemmon Survey | —         | MPC                           |
| 345394     | 2006 BX188 | 28 jan 2006 | Kitt Peak     | Spacewatch          | —         | MPC                           |
| 345395     | 2006 BC189 | 28 jan 2006 | Kitt Peak     | Spacewatch          | —         | MPC                           |
| 345396     | 2006 BZ191 | 30 jan 2006 | Catalina      | CSS                 | —         | MPC                           |
| 345397     | 2006 BE196 | 30 jan 2006 | Kitt Peak     | Spacewatch          | —         | MPC                           |
| 345398     | 2006 BZ206 | 31 jan 2006 | Mount Lemmon  | Mount Lemmon Survey | —         | MPC                           |
| 345399     | 2006 BP208 | 31 jan 2006 | Catalina      | CSS                 | —         | MPC                           |
| 345400     | 2006 BJ221 | 30 jan 2006 | Kitt Peak     | Spacewatch          | —         | MPC                           |

## 345401–345500
| Designação | Designação | Descoberta  | Descoberta        | Descobridor(es)            | Categoria | Mais informações / Referência |
| Permanente | Provisória | Data        | Local             | Descobridor(es)            | Categoria | Mais informações / Referência |
| ---------- | ---------- | ----------- | ----------------- | -------------------------- | --------- | ----------------------------- |
| 345401     | 2006 BX233 | 31 jan 2006 | Kitt Peak         | Spacewatch                 | Chloris   | MPC                           |
| 345402     | 2006 BX246 | 31 jan 2006 | Kitt Peak         | Spacewatch                 | —         | MPC                           |
| 345403     | 2006 BL247 | 31 jan 2006 | Kitt Peak         | Spacewatch                 | —         | MPC                           |
| 345404     | 2006 BE251 | 31 jan 2006 | Kitt Peak         | Spacewatch                 | Mitidika  | MPC                           |
| 345405     | 2006 BD254 | 31 jan 2006 | Kitt Peak         | Spacewatch                 | —         | MPC                           |
| 345406     | 2006 BX255 | 31 jan 2006 | Kitt Peak         | Spacewatch                 | —         | MPC                           |
| 345407     | 2006 BR260 | 31 jan 2006 | Kitt Peak         | Spacewatch                 | —         | MPC                           |
| 345408     | 2006 BY262 | 31 jan 2006 | Kitt Peak         | Spacewatch                 | —         | MPC                           |
| 345409     | 2006 CO20  | 1 fev 2006  | Kitt Peak         | Spacewatch                 | —         | MPC                           |
| 345410     | 2006 CV20  | 1 fev 2006  | Mount Lemmon      | Mount Lemmon Survey        | —         | MPC                           |
| 345411     | 2006 CW35  | 2 fev 2006  | Catalina          | CSS                        | —         | MPC                           |
| 345412     | 2006 CE42  | 2 fev 2006  | Kitt Peak         | Spacewatch                 | —         | MPC                           |
| 345413     | 2006 CP50  | 3 fev 2006  | Mount Lemmon      | Mount Lemmon Survey        | —         | MPC                           |
| 345414     | 2006 CZ66  | 20 nov 2004 | Goodricke-Pigott  | R. A. Tucker               | —         | MPC                           |
| 345415     | 2006 DQ8   | 21 fev 2006 | Mount Lemmon      | Mount Lemmon Survey        | —         | MPC                           |
| 345416     | 2006 DV17  | 20 fev 2006 | Kitt Peak         | Spacewatch                 | —         | MPC                           |
| 345417     | 2006 DW23  | 7 set 2004  | Kitt Peak         | Spacewatch                 | Mitidika  | MPC                           |
| 345418     | 2006 DL30  | 20 fev 2006 | Kitt Peak         | Spacewatch                 | —         | MPC                           |
| 345419     | 2006 DO30  | 20 fev 2006 | Kitt Peak         | Spacewatch                 | —         | MPC                           |
| 345420     | 2006 DY34  | 20 fev 2006 | Kitt Peak         | Spacewatch                 | —         | MPC                           |
| 345421     | 2006 DE35  | 20 fev 2006 | Kitt Peak         | Spacewatch                 | —         | MPC                           |
| 345422     | 2006 DA38  | 21 fev 2006 | Anderson Mesa     | LONEOS                     | —         | MPC                           |
| 345423     | 2006 DD43  | 20 fev 2006 | Kitt Peak         | Spacewatch                 | —         | MPC                           |
| 345424     | 2006 DU43  | 20 fev 2006 | Kitt Peak         | Spacewatch                 | —         | MPC                           |
| 345425     | 2006 DM49  | 21 fev 2006 | Mount Lemmon      | Mount Lemmon Survey        | Mitidika  | MPC                           |
| 345426     | 2006 DZ49  | 22 fev 2006 | Socorro           | LINEAR                     | —         | MPC                           |
| 345427     | 2006 DG73  | 22 fev 2006 | Mount Lemmon      | Mount Lemmon Survey        | —         | MPC                           |
| 345428     | 2006 DN77  | 24 fev 2006 | Kitt Peak         | Spacewatch                 | —         | MPC                           |
| 345429     | 2006 DY86  | 24 fev 2006 | Kitt Peak         | Spacewatch                 | —         | MPC                           |
| 345430     | 2006 DY88  | 24 fev 2006 | Kitt Peak         | Spacewatch                 | —         | MPC                           |
| 345431     | 2006 DK90  | 24 fev 2006 | Kitt Peak         | Spacewatch                 | —         | MPC                           |
| 345432     | 2006 DQ93  | 24 fev 2006 | Kitt Peak         | Spacewatch                 | —         | MPC                           |
| 345433     | 2006 DL98  | 25 fev 2006 | Kitt Peak         | Spacewatch                 | —         | MPC                           |
| 345434     | 2006 DP105 | 25 fev 2006 | Mount Lemmon      | Mount Lemmon Survey        | —         | MPC                           |
| 345435     | 2006 DR123 | 24 fev 2006 | Mount Lemmon      | Mount Lemmon Survey        | —         | MPC                           |
| 345436     | 2006 DB132 | 25 fev 2006 | Kitt Peak         | Spacewatch                 | —         | MPC                           |
| 345437     | 2006 DK140 | 25 fev 2006 | Kitt Peak         | Spacewatch                 | —         | MPC                           |
| 345438     | 2006 DF155 | 25 fev 2006 | Kitt Peak         | Spacewatch                 | —         | MPC                           |
| 345439     | 2006 DY160 | 27 fev 2006 | Kitt Peak         | Spacewatch                 | —         | MPC                           |
| 345440     | 2006 DD167 | 27 fev 2006 | Kitt Peak         | Spacewatch                 | —         | MPC                           |
| 345441     | 2006 DN176 | 27 fev 2006 | Mount Lemmon      | Mount Lemmon Survey        | —         | MPC                           |
| 345442     | 2006 DE182 | 27 fev 2006 | Mount Lemmon      | Mount Lemmon Survey        | —         | MPC                           |
| 345443     | 2006 DO211 | 24 fev 2006 | Mount Lemmon      | Mount Lemmon Survey        | —         | MPC                           |
| 345444     | 2006 DV216 | 28 fev 2006 | Mount Lemmon      | Mount Lemmon Survey        | —         | MPC                           |
| 345445     | 2006 EO3   | 2 mar 2006  | Kitt Peak         | Spacewatch                 | —         | MPC                           |
| 345446     | 2006 EW14  | 2 mar 2006  | Kitt Peak         | Spacewatch                 | Mitidika  | MPC                           |
| 345447     | 2006 EM20  | 3 mar 2006  | Kitt Peak         | Spacewatch                 | —         | MPC                           |
| 345448     | 2006 EN20  | 3 mar 2006  | Kitt Peak         | Spacewatch                 | —         | MPC                           |
| 345449     | 2006 EB23  | 3 mar 2006  | Kitt Peak         | Spacewatch                 | —         | MPC                           |
| 345450     | 2006 ET38  | 4 mar 2006  | Catalina          | CSS                        | —         | MPC                           |
| 345451     | 2006 EA39  | 4 mar 2006  | Catalina          | CSS                        | —         | MPC                           |
| 345452     | 2006 EQ40  | 4 mar 2006  | Kitt Peak         | Spacewatch                 | —         | MPC                           |
| 345453     | 2006 EX40  | 14 dez 2004 | Catalina          | CSS                        | —         | MPC                           |
| 345454     | 2006 EA45  | 3 mar 2006  | Catalina          | CSS                        | —         | MPC                           |
| 345455     | 2006 FY    | 19 mar 2006 | Socorro           | LINEAR                     | —         | MPC                           |
| 345456     | 2006 FJ1   | 21 mar 2006 | Mount Lemmon      | Mount Lemmon Survey        | —         | MPC                           |
| 345457     | 2006 FG2   | 4 mar 2006  | Kitt Peak         | Spacewatch                 | Phocaea   | MPC                           |
| 345458     | 2006 FG6   | 23 mar 2006 | Catalina          | CSS                        | —         | MPC                           |
| 345459     | 2006 FX10  | 23 mar 2006 | Kitt Peak         | Spacewatch                 | —         | MPC                           |
| 345460     | 2006 FS35  | 29 mar 2006 | Lulin Observatory | Q.-z. Ye                   | —         | MPC                           |
| 345461     | 2006 FC37  | 24 fev 2006 | Catalina          | CSS                        | —         | MPC                           |
| 345462     | 2006 FY39  | 25 mar 2006 | Kitt Peak         | Spacewatch                 | —         | MPC                           |
| 345463     | 2006 FU51  | 26 mar 2006 | Anderson Mesa     | LONEOS                     | Phocaea   | MPC                           |
| 345464     | 2006 GD13  | 2 abr 2006  | Kitt Peak         | Spacewatch                 | —         | MPC                           |
| 345465     | 2006 GU26  | 2 abr 2006  | Kitt Peak         | Spacewatch                 | —         | MPC                           |
| 345466     | 2006 GZ28  | 2 abr 2006  | Kitt Peak         | Spacewatch                 | Phocaea   | MPC                           |
| 345467     | 2006 GB36  | 7 abr 2006  | Mount Lemmon      | Mount Lemmon Survey        | —         | MPC                           |
| 345468     | 2006 GG42  | 9 abr 2006  | Catalina          | CSS                        | —         | MPC                           |
| 345469     | 2006 HU10  | 19 abr 2006 | Kitt Peak         | Spacewatch                 | —         | MPC                           |
| 345470     | 2006 HU15  | 20 abr 2006 | Kitt Peak         | Spacewatch                 | —         | MPC                           |
| 345471     | 2006 HJ21  | 20 abr 2006 | Kitt Peak         | Spacewatch                 | —         | MPC                           |
| 345472     | 2006 HQ21  | 20 abr 2006 | Kitt Peak         | Spacewatch                 | —         | MPC                           |
| 345473     | 2006 HP26  | 20 abr 2006 | Kitt Peak         | Spacewatch                 | —         | MPC                           |
| 345474     | 2006 HE35  | 19 abr 2006 | Mount Lemmon      | Mount Lemmon Survey        | —         | MPC                           |
| 345475     | 2006 HV36  | 20 abr 2006 | Kitt Peak         | Spacewatch                 | —         | MPC                           |
| 345476     | 2006 HM48  | 24 abr 2006 | Kitt Peak         | Spacewatch                 | —         | MPC                           |
| 345477     | 2006 HH63  | 24 abr 2006 | Kitt Peak         | Spacewatch                 | —         | MPC                           |
| 345478     | 2006 HU67  | 24 abr 2006 | Mount Lemmon      | Mount Lemmon Survey        | —         | MPC                           |
| 345479     | 2006 HN76  | 25 abr 2006 | Kitt Peak         | Spacewatch                 | —         | MPC                           |
| 345480     | 2006 HY80  | 26 abr 2006 | Kitt Peak         | Spacewatch                 | —         | MPC                           |
| 345481     | 2006 HN83  | 26 abr 2006 | Kitt Peak         | Spacewatch                 | —         | MPC                           |
| 345482     | 2006 HT88  | 30 abr 2006 | Catalina          | CSS                        | —         | MPC                           |
| 345483     | 2006 HG91  | 29 abr 2006 | Kitt Peak         | Spacewatch                 | —         | MPC                           |
| 345484     | 2006 HU98  | 30 abr 2006 | Kitt Peak         | Spacewatch                 | —         | MPC                           |
| 345485     | 2006 HL100 | 30 abr 2006 | Kitt Peak         | Spacewatch                 | —         | MPC                           |
| 345486     | 2006 HN101 | 30 abr 2006 | Kitt Peak         | Spacewatch                 | —         | MPC                           |
| 345487     | 2006 HP103 | 30 abr 2006 | Kitt Peak         | Spacewatch                 | —         | MPC                           |
| 345488     | 2006 HY110 | 21 abr 2006 | Kitt Peak         | Spacewatch                 | —         | MPC                           |
| 345489     | 2006 HO119 | 8 abr 2006  | Kitt Peak         | Spacewatch                 | —         | MPC                           |
| 345490     | 2006 JV    | 1 mai 2006  | Needville         | J. Dellinger, W. G. Dillon | —         | MPC                           |
| 345491     | 2006 JF1   | 1 mai 2006  | Kitt Peak         | Spacewatch                 | —         | MPC                           |
| 345492     | 2006 JY1   | 1 mai 2006  | Socorro           | LINEAR                     | —         | MPC                           |
| 345493     | 2006 JY2   | 2 mai 2006  | Mount Lemmon      | Mount Lemmon Survey        | —         | MPC                           |
| 345494     | 2006 JK11  | 1 mai 2006  | Kitt Peak         | Spacewatch                 | —         | MPC                           |
| 345495     | 2006 JS11  | 1 mai 2006  | Kitt Peak         | Spacewatch                 | —         | MPC                           |
| 345496     | 2006 JO16  | 2 mai 2006  | Kitt Peak         | Spacewatch                 | —         | MPC                           |
| 345497     | 2006 JU28  | 3 mai 2006  | Kitt Peak         | Spacewatch                 | —         | MPC                           |
| 345498     | 2006 JX29  | 3 mai 2006  | Kitt Peak         | Spacewatch                 | —         | MPC                           |
| 345499     | 2006 JF32  | 25 abr 2006 | Kitt Peak         | Spacewatch                 | —         | MPC                           |
| 345500     | 2006 JB35  | 4 mai 2006  | Kitt Peak         | Spacewatch                 | —         | MPC                           |

## 345501–345600
| Designação | Designação | Descoberta  | Descoberta        | Descobridor(es)     | Categoria | Mais informações / Referência |
| Permanente | Provisória | Data        | Local             | Descobridor(es)     | Categoria | Mais informações / Referência |
| ---------- | ---------- | ----------- | ----------------- | ------------------- | --------- | ----------------------------- |
| 345501     | 2006 JH37  | 5 mai 2006  | Kitt Peak         | Spacewatch          | —         | MPC                           |
| 345502     | 2006 JW40  | 21 nov 2003 | Kitt Peak         | Spacewatch          | —         | MPC                           |
| 345503     | 2006 JJ44  | 6 mai 2006  | Kitt Peak         | Spacewatch          | —         | MPC                           |
| 345504     | 2006 JU48  | 8 mai 2006  | Siding Spring     | SSS                 | —         | MPC                           |
| 345505     | 2006 JO53  | 6 mai 2006  | Mount Lemmon      | Mount Lemmon Survey | —         | MPC                           |
| 345506     | 2006 JG54  | 8 mai 2006  | Mount Lemmon      | Mount Lemmon Survey | —         | MPC                           |
| 345507     | 2006 JT55  | 1 mai 2006  | Catalina          | CSS                 | —         | MPC                           |
| 345508     | 2006 JX67  | 1 mai 2006  | Kitt Peak         | M. W. Buie          | —         | MPC                           |
| 345509     | 2006 JV80  | 4 mai 2006  | Kitt Peak         | Spacewatch          | —         | MPC                           |
| 345510     | 2006 KG    | 16 mai 2006 | Palomar           | NEAT                | —         | MPC                           |
| 345511     | 2006 KR2   | 26 mar 2006 | Anderson Mesa     | LONEOS              | —         | MPC                           |
| 345512     | 2006 KW14  | 20 mai 2006 | Anderson Mesa     | LONEOS              | Phocaea   | MPC                           |
| 345513     | 2006 KE25  | 19 mai 2006 | Mount Lemmon      | Mount Lemmon Survey | —         | MPC                           |
| 345514     | 2006 KU32  | 20 mai 2006 | Kitt Peak         | Spacewatch          | —         | MPC                           |
| 345515     | 2006 KS40  | 9 abr 2006  | Mount Lemmon      | Mount Lemmon Survey | —         | MPC                           |
| 345516     | 2006 KT46  | 21 mai 2006 | Mount Lemmon      | Mount Lemmon Survey | —         | MPC                           |
| 345517     | 2006 KS51  | 21 mai 2006 | Kitt Peak         | Spacewatch          | —         | MPC                           |
| 345518     | 2006 KT56  | 22 mai 2006 | Kitt Peak         | Spacewatch          | —         | MPC                           |
| 345519     | 2006 KA58  | 22 mai 2006 | Kitt Peak         | Spacewatch          | Phocaea   | MPC                           |
| 345520     | 2006 KG69  | 22 mai 2006 | Kitt Peak         | Spacewatch          | —         | MPC                           |
| 345521     | 2006 KK72  | 22 mai 2006 | Kitt Peak         | Spacewatch          | —         | MPC                           |
| 345522     | 2006 KN73  | 23 mai 2006 | Kitt Peak         | Spacewatch          | —         | MPC                           |
| 345523     | 2006 KP88  | 24 mai 2006 | Kitt Peak         | Spacewatch          | —         | MPC                           |
| 345524     | 2006 KM102 | 27 mai 2006 | Kitt Peak         | Spacewatch          | —         | MPC                           |
| 345525     | 2006 KQ108 | 31 mai 2006 | Mount Lemmon      | Mount Lemmon Survey | —         | MPC                           |
| 345526     | 2006 LT3   | 19 nov 2003 | Palomar           | NEAT                | —         | MPC                           |
| 345527     | 2006 LB5   | 23 mai 2006 | Kitt Peak         | Spacewatch          | —         | MPC                           |
| 345528     | 2006 MG6   | 19 jun 2006 | Mount Lemmon      | Mount Lemmon Survey | —         | MPC                           |
| 345529     | 2006 NS    | 5 jul 2006  | Lulin Observatory | LUSS                | —         | MPC                           |
| 345530     | 2006 OC6   | 26 mai 2006 | Catalina          | CSS                 | —         | MPC                           |
| 345531     | 2006 OV12  | 20 jul 2006 | Palomar           | NEAT                | —         | MPC                           |
| 345532     | 2006 PF4   | 15 ago 2006 | Reedy Creek       | J. Broughton        | —         | MPC                           |
| 345533     | 2006 QL9   | 19 ago 2006 | Kitt Peak         | Spacewatch          | —         | MPC                           |
| 345534     | 2006 QQ27  | 20 ago 2006 | Kitt Peak         | Spacewatch          | Brangane  | MPC                           |
| 345535     | 2006 QX69  | 21 ago 2006 | Kitt Peak         | Spacewatch          | —         | MPC                           |
| 345536     | 2006 QE77  | 21 ago 2006 | Kitt Peak         | Spacewatch          | —         | MPC                           |
| 345537     | 2006 QK79  | 24 ago 2006 | Eskridge          | Farpoint Obs.       | —         | MPC                           |
| 345538     | 2006 QG83  | 27 ago 2006 | Kitt Peak         | Spacewatch          | —         | MPC                           |
| 345539     | 2006 QU85  | 21 set 2001 | Kitt Peak         | Spacewatch          | —         | MPC                           |
| 345540     | 2006 QY99  | 24 ago 2006 | Socorro           | LINEAR              | —         | MPC                           |
| 345541     | 2006 QN104 | 28 ago 2006 | Anderson Mesa     | LONEOS              | —         | MPC                           |
| 345542     | 2006 QB105 | 28 ago 2006 | Catalina          | CSS                 | —         | MPC                           |
| 345543     | 2006 QT112 | 24 ago 2006 | Socorro           | LINEAR              | —         | MPC                           |
| 345544     | 2006 QW134 | 27 ago 2006 | Anderson Mesa     | LONEOS              | —         | MPC                           |
| 345545     | 2006 QC147 | 23 fev 1998 | Kitt Peak         | Spacewatch          | —         | MPC                           |
| 345546     | 2006 QE148 | 18 ago 2006 | Kitt Peak         | Spacewatch          | —         | MPC                           |
| 345547     | 2006 QB184 | 19 ago 2006 | Kitt Peak         | Spacewatch          | —         | MPC                           |
| 345548     | 2006 QS187 | 30 ago 2006 | Anderson Mesa     | LONEOS              | Brangane  | MPC                           |
| 345549     | 2006 RR4   | 12 set 2006 | Catalina          | CSS                 | —         | MPC                           |
| 345550     | 2006 RP13  | 14 set 2006 | Kitt Peak         | Spacewatch          | —         | MPC                           |
| 345551     | 2006 RV15  | 14 set 2006 | Catalina          | CSS                 | —         | MPC                           |
| 345552     | 2006 RW16  | 14 set 2006 | Catalina          | CSS                 | —         | MPC                           |
| 345553     | 2006 RW21  | 15 set 2006 | Catalina          | CSS                 | —         | MPC                           |
| 345554     | 2006 RT31  | 15 set 2006 | Kitt Peak         | Spacewatch          | —         | MPC                           |
| 345555     | 2006 RT32  | 15 set 2006 | Catalina          | CSS                 | —         | MPC                           |
| 345556     | 2006 RR36  | 29 ago 2006 | Catalina          | CSS                 | —         | MPC                           |
| 345557     | 2006 RZ40  | 14 set 2006 | Kitt Peak         | Spacewatch          | —         | MPC                           |
| 345558     | 2006 RP42  | 14 set 2006 | Kitt Peak         | Spacewatch          | —         | MPC                           |
| 345559     | 2006 RK61  | 11 set 2006 | Catalina          | CSS                 | —         | MPC                           |
| 345560     | 2006 RK64  | 13 set 2006 | Palomar           | NEAT                | —         | MPC                           |
| 345561     | 2006 RG69  | 15 set 2006 | Kitt Peak         | Spacewatch          | —         | MPC                           |
| 345562     | 2006 RO71  | 15 set 2006 | Kitt Peak         | Spacewatch          | —         | MPC                           |
| 345563     | 2006 RY74  | 15 set 2006 | Kitt Peak         | Spacewatch          | —         | MPC                           |
| 345564     | 2006 RG77  | 15 set 2006 | Kitt Peak         | Spacewatch          | —         | MPC                           |
| 345565     | 2006 RC80  | 15 set 2006 | Kitt Peak         | Spacewatch          | —         | MPC                           |
| 345566     | 2006 RL81  | 15 set 2006 | Kitt Peak         | Spacewatch          | —         | MPC                           |
| 345567     | 2006 RV81  | 15 set 2006 | Kitt Peak         | Spacewatch          | —         | MPC                           |
| 345568     | 2006 RH85  | 15 set 2006 | Kitt Peak         | Spacewatch          | —         | MPC                           |
| 345569     | 2006 RN92  | 15 set 2006 | Kitt Peak         | Spacewatch          | Ursula    | MPC                           |
| 345570     | 2006 RE100 | 22 fev 2003 | Palomar           | NEAT                | Brangane  | MPC                           |
| 345571     | 2006 RR103 | 11 set 2006 | Apache Point      | A. C. Becker        | —         | MPC                           |
| 345572     | 2006 RW104 | 14 set 2006 | Kitt Peak         | Spacewatch          | Brangane  | MPC                           |
| 345573     | 2006 RS112 | 14 set 2006 | Mauna Kea         | J. Masiero          | —         | MPC                           |
| 345574     | 2006 RN117 | 14 set 2006 | Mauna Kea         | J. Masiero          | —         | MPC                           |
| 345575     | 2006 SP    | 16 set 2006 | Catalina          | CSS                 | —         | MPC                           |
| 345576     | 2006 SU7   | 16 set 2006 | Anderson Mesa     | LONEOS              | —         | MPC                           |
| 345577     | 2006 SD8   | 16 set 2006 | Catalina          | CSS                 | —         | MPC                           |
| 345578     | 2006 SZ15  | 17 set 2006 | Catalina          | CSS                 | —         | MPC                           |
| 345579     | 2006 SU17  | 17 set 2006 | Kitt Peak         | Spacewatch          | —         | MPC                           |
| 345580     | 2006 SG20  | 16 set 2006 | Catalina          | CSS                 | —         | MPC                           |
| 345581     | 2006 SG27  | 16 set 2006 | Catalina          | CSS                 | Brangane  | MPC                           |
| 345582     | 2006 SL29  | 17 set 2006 | Kitt Peak         | Spacewatch          | —         | MPC                           |
| 345583     | 2006 SS38  | 18 set 2006 | Kitt Peak         | Spacewatch          | —         | MPC                           |
| 345584     | 2006 SX46  | 19 set 2006 | Catalina          | CSS                 | —         | MPC                           |
| 345585     | 2006 SQ49  | 20 set 2006 | Cordell-Lorenz    | Cordell–Lorenz Obs. | Eos       | MPC                           |
| 345586     | 2006 SC51  | 17 set 2006 | Catalina          | CSS                 | —         | MPC                           |
| 345587     | 2006 SJ56  | 19 set 2006 | Catalina          | CSS                 | —         | MPC                           |
| 345588     | 2006 SA58  | 18 set 2006 | Kitt Peak         | Spacewatch          | —         | MPC                           |
| 345589     | 2006 SJ63  | 20 set 2006 | Palomar           | NEAT                | —         | MPC                           |
| 345590     | 2006 SN66  | 19 set 2006 | Kitt Peak         | Spacewatch          | —         | MPC                           |
| 345591     | 2006 SF70  | 19 set 2006 | Kitt Peak         | Spacewatch          | —         | MPC                           |
| 345592     | 2006 SC72  | 19 set 2006 | Kitt Peak         | Spacewatch          | —         | MPC                           |
| 345593     | 2006 SG75  | 19 set 2006 | Kitt Peak         | Spacewatch          | —         | MPC                           |
| 345594     | 2006 SV82  | 18 set 2006 | Kitt Peak         | Spacewatch          | —         | MPC                           |
| 345595     | 2006 SQ89  | 18 set 2006 | Kitt Peak         | Spacewatch          | —         | MPC                           |
| 345596     | 2006 SP95  | 18 set 2006 | Kitt Peak         | Spacewatch          | —         | MPC                           |
| 345597     | 2006 SK99  | 18 set 2006 | Kitt Peak         | Spacewatch          | —         | MPC                           |
| 345598     | 2006 SN102 | 19 set 2006 | Kitt Peak         | Spacewatch          | —         | MPC                           |
| 345599     | 2006 SE118 | 24 set 2006 | Kitt Peak         | Spacewatch          | —         | MPC                           |
| 345600     | 2006 SJ121 | 18 set 2006 | Anderson Mesa     | LONEOS              | —         | MPC                           |

## 345601–345700
| Designação | Designação | Descoberta  | Descoberta        | Descobridor(es)     | Categoria | Mais informações / Referência |
| Permanente | Provisória | Data        | Local             | Descobridor(es)     | Categoria | Mais informações / Referência |
| ---------- | ---------- | ----------- | ----------------- | ------------------- | --------- | ----------------------------- |
| 345601     | 2006 SR125 | 20 set 2006 | Catalina          | CSS                 | —         | MPC                           |
| 345602     | 2006 SC132 | 16 set 2006 | Catalina          | CSS                 | —         | MPC                           |
| 345603     | 2006 SC139 | 21 set 2006 | Anderson Mesa     | LONEOS              | —         | MPC                           |
| 345604     | 2006 SH155 | 22 set 2006 | Catalina          | CSS                 | —         | MPC                           |
| 345605     | 2006 SM165 | 25 set 2006 | Kitt Peak         | Spacewatch          | —         | MPC                           |
| 345606     | 2006 SU165 | 25 set 2006 | Kitt Peak         | Spacewatch          | —         | MPC                           |
| 345607     | 2006 SP171 | 25 set 2006 | Kitt Peak         | Spacewatch          | —         | MPC                           |
| 345608     | 2006 SD178 | 25 set 2006 | Mount Lemmon      | Mount Lemmon Survey | —         | MPC                           |
| 345609     | 2006 SN182 | 25 set 2006 | Mount Lemmon      | Mount Lemmon Survey | —         | MPC                           |
| 345610     | 2006 SV191 | 26 set 2006 | Mount Lemmon      | Mount Lemmon Survey | —         | MPC                           |
| 345611     | 2006 SF205 | 25 set 2006 | Mount Lemmon      | Mount Lemmon Survey | —         | MPC                           |
| 345612     | 2006 SS205 | 25 set 2006 | Mount Lemmon      | Mount Lemmon Survey | —         | MPC                           |
| 345613     | 2006 SC207 | 25 set 2006 | Kitt Peak         | Spacewatch          | —         | MPC                           |
| 345614     | 2006 SZ209 | 26 set 2006 | Mount Lemmon      | Mount Lemmon Survey | —         | MPC                           |
| 345615     | 2006 SV213 | 27 set 2006 | Catalina          | CSS                 | Eunomia   | MPC                           |
| 345616     | 2006 SF215 | 27 set 2006 | Kitt Peak         | Spacewatch          | Brangane  | MPC                           |
| 345617     | 2006 SP226 | 26 set 2006 | Kitt Peak         | Spacewatch          | —         | MPC                           |
| 345618     | 2006 SC228 | 26 set 2006 | Kitt Peak         | Spacewatch          | —         | MPC                           |
| 345619     | 2006 SA242 | 26 set 2006 | Kitt Peak         | Spacewatch          | —         | MPC                           |
| 345620     | 2006 SX244 | 26 set 2006 | Kitt Peak         | Spacewatch          | Ursula    | MPC                           |
| 345621     | 2006 SV247 | 26 set 2006 | Mount Lemmon      | Mount Lemmon Survey | —         | MPC                           |
| 345622     | 2006 SX253 | 26 set 2006 | Mount Lemmon      | Mount Lemmon Survey | —         | MPC                           |
| 345623     | 2006 SV258 | 26 set 2006 | Kitt Peak         | Spacewatch          | —         | MPC                           |
| 345624     | 2006 SY265 | 26 set 2006 | Kitt Peak         | Spacewatch          | Ursula    | MPC                           |
| 345625     | 2006 SM283 | 26 set 2006 | Socorro           | LINEAR              | —         | MPC                           |
| 345626     | 2006 SO283 | 26 set 2006 | Socorro           | LINEAR              | —         | MPC                           |
| 345627     | 2006 SE287 | 22 set 2006 | Anderson Mesa     | LONEOS              | —         | MPC                           |
| 345628     | 2006 SO300 | 26 set 2006 | Catalina          | CSS                 | —         | MPC                           |
| 345629     | 2006 SV300 | 26 set 2006 | Kitt Peak         | Spacewatch          | Ursula    | MPC                           |
| 345630     | 2006 SJ310 | 27 set 2006 | Kitt Peak         | Spacewatch          | —         | MPC                           |
| 345631     | 2006 SU311 | 27 set 2006 | Kitt Peak         | Spacewatch          | —         | MPC                           |
| 345632     | 2006 SM313 | 27 set 2006 | Kitt Peak         | Spacewatch          | —         | MPC                           |
| 345633     | 2006 SS314 | 27 set 2006 | Kitt Peak         | Spacewatch          | —         | MPC                           |
| 345634     | 2006 SD322 | 27 set 2006 | Kitt Peak         | Spacewatch          | —         | MPC                           |
| 345635     | 2006 SV338 | 28 set 2006 | Kitt Peak         | Spacewatch          | —         | MPC                           |
| 345636     | 2006 SJ349 | 29 set 2006 | Anderson Mesa     | LONEOS              | —         | MPC                           |
| 345637     | 2006 SE350 | 24 out 1995 | Kitt Peak         | Spacewatch          | —         | MPC                           |
| 345638     | 2006 SN354 | 30 set 2006 | Socorro           | LINEAR              | —         | MPC                           |
| 345639     | 2006 SX364 | 30 set 2006 | Catalina          | CSS                 | —         | MPC                           |
| 345640     | 2006 SJ365 | 30 set 2006 | Catalina          | CSS                 | —         | MPC                           |
| 345641     | 2006 SV373 | 16 set 2006 | Apache Point      | A. C. Becker        | —         | MPC                           |
| 345642     | 2006 SE374 | 16 set 2006 | Apache Point      | A. C. Becker        | —         | MPC                           |
| 345643     | 2006 ST383 | 29 set 2006 | Apache Point      | A. C. Becker        | —         | MPC                           |
| 345644     | 2006 SB385 | 29 set 2006 | Apache Point      | A. C. Becker        | —         | MPC                           |
| 345645     | 2006 SC385 | 29 set 2006 | Apache Point      | A. C. Becker        | —         | MPC                           |
| 345646     | 2006 TN    | 2 out 2006  | Mount Lemmon      | Mount Lemmon Survey | —         | MPC                           |
| 345647     | 2006 TV4   | 2 out 2006  | Mount Lemmon      | Mount Lemmon Survey | —         | MPC                           |
| 345648     | 2006 TZ6   | 1 out 2006  | Piszkéstető       | Piszkéstető Stn.    | —         | MPC                           |
| 345649     | 2006 TD7   | 10 out 2006 | Farra d'Isonzo    | Farra d'Isonzo      | —         | MPC                           |
| 345650     | 2006 TZ14  | 11 out 2006 | Kitt Peak         | Spacewatch          | —         | MPC                           |
| 345651     | 2006 TV20  | 11 out 2006 | Kitt Peak         | Spacewatch          | —         | MPC                           |
| 345652     | 2006 TJ22  | 11 out 2006 | Kitt Peak         | Spacewatch          | —         | MPC                           |
| 345653     | 2006 TH31  | 12 out 2006 | Kitt Peak         | Spacewatch          | —         | MPC                           |
| 345654     | 2006 TS41  | 12 out 2006 | Palomar           | NEAT                | Ursula    | MPC                           |
| 345655     | 2006 TE60  | 13 out 2006 | Kitt Peak         | Spacewatch          | —         | MPC                           |
| 345656     | 2006 TF68  | 11 out 2006 | Palomar           | NEAT                | —         | MPC                           |
| 345657     | 2006 TD73  | 11 out 2006 | Palomar           | NEAT                | —         | MPC                           |
| 345658     | 2006 TZ77  | 12 out 2006 | Palomar           | NEAT                | —         | MPC                           |
| 345659     | 2006 TM82  | 13 out 2006 | Kitt Peak         | Spacewatch          | —         | MPC                           |
| 345660     | 2006 TK92  | 14 out 2006 | Lulin Observatory | C.-S. Lin, Q.-z. Ye | Ursula    | MPC                           |
| 345661     | 2006 TH103 | 15 out 2006 | Kitt Peak         | Spacewatch          | Brangane  | MPC                           |
| 345662     | 2006 TF117 | 3 out 2006  | Apache Point      | A. C. Becker        | —         | MPC                           |
| 345663     | 2006 TP118 | 3 out 2006  | Apache Point      | A. C. Becker        | —         | MPC                           |
| 345664     | 2006 TK128 | 11 out 2006 | Palomar           | NEAT                | —         | MPC                           |
| 345665     | 2006 UX2   | 16 out 2006 | Catalina          | CSS                 | —         | MPC                           |
| 345666     | 2006 UJ9   | 16 out 2006 | Kitt Peak         | Spacewatch          | —         | MPC                           |
| 345667     | 2006 US18  | 16 out 2006 | Kitt Peak         | Spacewatch          | —         | MPC                           |
| 345668     | 2006 UH20  | 16 out 2006 | Kitt Peak         | Spacewatch          | Ursula    | MPC                           |
| 345669     | 2006 UM25  | 16 out 2006 | Kitt Peak         | Spacewatch          | —         | MPC                           |
| 345670     | 2006 UX26  | 16 out 2006 | Kitt Peak         | Spacewatch          | Ursula    | MPC                           |
| 345671     | 2006 UL29  | 16 out 2006 | Kitt Peak         | Spacewatch          | —         | MPC                           |
| 345672     | 2006 UN56  | 18 out 2006 | Kitt Peak         | Spacewatch          | Brangane  | MPC                           |
| 345673     | 2006 UT56  | 17 set 2006 | Catalina          | CSS                 | —         | MPC                           |
| 345674     | 2006 UU67  | 16 out 2006 | Catalina          | CSS                 | —         | MPC                           |
| 345675     | 2006 UQ68  | 16 out 2006 | Catalina          | CSS                 | —         | MPC                           |
| 345676     | 2006 UK70  | 16 out 2006 | Kitt Peak         | Spacewatch          | —         | MPC                           |
| 345677     | 2006 UY73  | 26 set 2006 | Kitt Peak         | Spacewatch          | —         | MPC                           |
| 345678     | 2006 UQ97  | 18 out 2006 | Kitt Peak         | Spacewatch          | —         | MPC                           |
| 345679     | 2006 UL100 | 18 out 2006 | Kitt Peak         | Spacewatch          | —         | MPC                           |
| 345680     | 2006 UK109 | 19 out 2006 | Kitt Peak         | Spacewatch          | —         | MPC                           |
| 345681     | 2006 UZ112 | 19 out 2006 | Kitt Peak         | Spacewatch          | Ursula    | MPC                           |
| 345682     | 2006 UZ118 | 19 out 2006 | Kitt Peak         | Spacewatch          | —         | MPC                           |
| 345683     | 2006 UL119 | 15 out 2006 | Kitt Peak         | Spacewatch          | Brangane  | MPC                           |
| 345684     | 2006 UX141 | 19 out 2006 | Mount Lemmon      | Mount Lemmon Survey | —         | MPC                           |
| 345685     | 2006 UX146 | 20 out 2006 | Kitt Peak         | Spacewatch          | —         | MPC                           |
| 345686     | 2006 UT147 | 20 out 2006 | Kitt Peak         | Spacewatch          | —         | MPC                           |
| 345687     | 2006 UV149 | 20 out 2006 | Catalina          | CSS                 | —         | MPC                           |
| 345688     | 2006 UG154 | 21 out 2006 | Catalina          | CSS                 | Ursula    | MPC                           |
| 345689     | 2006 UP162 | 21 out 2006 | Mount Lemmon      | Mount Lemmon Survey | —         | MPC                           |
| 345690     | 2006 UG166 | 21 out 2006 | Mount Lemmon      | Mount Lemmon Survey | —         | MPC                           |
| 345691     | 2006 UK169 | 21 out 2006 | Mount Lemmon      | Mount Lemmon Survey | —         | MPC                           |
| 345692     | 2006 UT176 | 16 out 2006 | Catalina          | CSS                 | —         | MPC                           |
| 345693     | 2006 UW186 | 19 out 2006 | Catalina          | CSS                 | —         | MPC                           |
| 345694     | 2006 UU187 | 19 out 2006 | Catalina          | CSS                 | —         | MPC                           |
| 345695     | 2006 UT188 | 17 set 2006 | Catalina          | CSS                 | —         | MPC                           |
| 345696     | 2006 UN190 | 19 out 2006 | Catalina          | CSS                 | —         | MPC                           |
| 345697     | 2006 UU222 | 17 out 2006 | Catalina          | CSS                 | —         | MPC                           |
| 345698     | 2006 UN243 | 27 out 2006 | Mount Lemmon      | Mount Lemmon Survey | —         | MPC                           |
| 345699     | 2006 UZ250 | 27 out 2006 | Mount Lemmon      | Mount Lemmon Survey | —         | MPC                           |
| 345700     | 2006 UX263 | 27 out 2006 | Kitt Peak         | Spacewatch          | —         | MPC                           |

## 345701–345800
| Designação | Designação | Descoberta  | Descoberta        | Descobridor(es)        | Categoria | Mais informações / Referência |
| Permanente | Provisória | Data        | Local             | Descobridor(es)        | Categoria | Mais informações / Referência |
| ---------- | ---------- | ----------- | ----------------- | ---------------------- | --------- | ----------------------------- |
| 345701     | 2006 UZ331 | 14 set 2006 | Kitt Peak         | Spacewatch             | —         | MPC                           |
| 345702     | 2006 UL357 | 27 out 2006 | Mauna Kea         | P. A. Wiegert          | —         | MPC                           |
| 345703     | 2006 UF359 | 21 out 2006 | Kitt Peak         | Spacewatch             | —         | MPC                           |
| 345704     | 2006 VE3   | 9 nov 2006  | Kitt Peak         | Spacewatch             | —         | MPC                           |
| 345705     | 2006 VB14  | 15 nov 2006 | Catalina          | CSS                    | —         | MPC                           |
| 345706     | 2006 VX16  | 9 nov 2006  | Kitt Peak         | Spacewatch             | —         | MPC                           |
| 345707     | 2006 VW51  | 14 set 2006 | Kitt Peak         | Spacewatch             | —         | MPC                           |
| 345708     | 2006 VH115 | 14 nov 2006 | Kitt Peak         | Spacewatch             | —         | MPC                           |
| 345709     | 2006 VZ130 | 15 nov 2006 | Catalina          | CSS                    | —         | MPC                           |
| 345710     | 2006 VP140 | 15 nov 2006 | Kitt Peak         | Spacewatch             | —         | MPC                           |
| 345711     | 2006 VC150 | 9 nov 2006  | Palomar           | NEAT                   | —         | MPC                           |
| 345712     | 2006 VV170 | 1 nov 2006  | Kitt Peak         | Spacewatch             | —         | MPC                           |
| 345713     | 2006 WC27  | 18 nov 2006 | Socorro           | LINEAR                 | —         | MPC                           |
| 345714     | 2006 WA73  | 18 nov 2006 | Kitt Peak         | Spacewatch             | —         | MPC                           |
| 345715     | 2006 WF115 | 20 nov 2006 | Socorro           | LINEAR                 | —         | MPC                           |
| 345716     | 2006 WP178 | 24 nov 2006 | Mount Lemmon      | Mount Lemmon Survey    | —         | MPC                           |
| 345717     | 2006 WD180 | 10 nov 2006 | Kitt Peak         | Spacewatch             | —         | MPC                           |
| 345718     | 2006 XB6   | 8 dez 2006  | Palomar           | NEAT                   | —         | MPC                           |
| 345719     | 2006 XT10  | 9 dez 2006  | Kitt Peak         | Spacewatch             | —         | MPC                           |
| 345720     | 2006 XC44  | 12 dez 2006 | San Marcello      | Pistoia Mountains Obs. | —         | MPC                           |
| 345721     | 2006 YZ51  | 27 dez 2006 | Mount Lemmon      | Mount Lemmon Survey    | —         | MPC                           |
| 345722     | 2007 BG29  | 21 jan 2007 | Socorro           | LINEAR                 | —         | MPC                           |
| 345723     | 2007 BB40  | 24 jan 2007 | Mount Lemmon      | Mount Lemmon Survey    | —         | MPC                           |
| 345724     | 2007 BW44  | 25 jan 2007 | Catalina          | CSS                    | —         | MPC                           |
| 345725     | 2007 BC61  | 27 jan 2007 | Mount Lemmon      | Mount Lemmon Survey    | —         | MPC                           |
| 345726     | 2007 BH79  | 27 jan 2007 | Kitt Peak         | Spacewatch             | —         | MPC                           |
| 345727     | 2007 CV17  | 9 jan 2007  | Kitt Peak         | Spacewatch             | —         | MPC                           |
| 345728     | 2007 CF35  | 6 fev 2007  | Kitt Peak         | Spacewatch             | —         | MPC                           |
| 345729     | 2007 CS43  | 8 fev 2007  | Kitt Peak         | Spacewatch             | —         | MPC                           |
| 345730     | 2007 CZ43  | 8 fev 2007  | Kitt Peak         | Spacewatch             | —         | MPC                           |
| 345731     | 2007 CV56  | 15 fev 2007 | Catalina          | CSS                    | —         | MPC                           |
| 345732     | 2007 CR65  | 10 fev 2007 | Mount Lemmon      | Mount Lemmon Survey    | —         | MPC                           |
| 345733     | 2007 DB6   | 17 fev 2007 | Kitt Peak         | Spacewatch             | —         | MPC                           |
| 345734     | 2007 DD11  | 31 ago 2005 | Kitt Peak         | Spacewatch             | —         | MPC                           |
| 345735     | 2007 DV23  | 17 fev 2007 | Kitt Peak         | Spacewatch             | —         | MPC                           |
| 345736     | 2007 DY45  | 21 fev 2007 | Bergisch Gladbach | W. Bickel              | —         | MPC                           |
| 345737     | 2007 DZ52  | 19 fev 2007 | Mount Lemmon      | Mount Lemmon Survey    | —         | MPC                           |
| 345738     | 2007 DB64  | 21 fev 2007 | Kitt Peak         | Spacewatch             | —         | MPC                           |
| 345739     | 2007 DS67  | 21 fev 2007 | Kitt Peak         | Spacewatch             | Mitidika  | MPC                           |
| 345740     | 2007 DN72  | 21 ago 2004 | Siding Spring     | SSS                    | —         | MPC                           |
| 345741     | 2007 DC93  | 23 fev 2007 | Socorro           | LINEAR                 | —         | MPC                           |
| 345742     | 2007 DJ105 | 27 fev 2007 | Kitt Peak         | Spacewatch             | —         | MPC                           |
| 345743     | 2007 DC106 | 23 fev 2007 | Mount Lemmon      | Mount Lemmon Survey    | —         | MPC                           |
| 345744     | 2007 DU111 | 25 fev 2007 | Mount Lemmon      | Mount Lemmon Survey    | —         | MPC                           |
| 345745     | 2007 DT113 | 22 fev 2007 | Kitt Peak         | Spacewatch             | —         | MPC                           |
| 345746     | 2007 EA3   | 9 mar 2007  | Catalina          | CSS                    | —         | MPC                           |
| 345747     | 2007 EE5   | 9 mar 2007  | Mount Lemmon      | Mount Lemmon Survey    | —         | MPC                           |
| 345748     | 2007 EV10  | 9 mar 2007  | Kitt Peak         | Spacewatch             | —         | MPC                           |
| 345749     | 2007 EN15  | 9 mar 2007  | Kitt Peak         | Spacewatch             | —         | MPC                           |
| 345750     | 2007 EF28  | 9 mar 2007  | Catalina          | CSS                    | —         | MPC                           |
| 345751     | 2007 EL39  | 11 mar 2007 | Dax               | Dax Obs.               | —         | MPC                           |
| 345752     | 2007 EW42  | 9 mar 2007  | Kitt Peak         | Spacewatch             | —         | MPC                           |
| 345753     | 2007 EZ55  | 12 mar 2007 | Mount Lemmon      | Mount Lemmon Survey    | —         | MPC                           |
| 345754     | 2007 EC62  | 10 mar 2007 | Kitt Peak         | Spacewatch             | —         | MPC                           |
| 345755     | 2007 EU64  | 10 mar 2007 | Kitt Peak         | Spacewatch             | —         | MPC                           |
| 345756     | 2007 ER69  | 10 mar 2007 | Kitt Peak         | Spacewatch             | —         | MPC                           |
| 345757     | 2007 EV69  | 10 mar 2007 | Kitt Peak         | Spacewatch             | —         | MPC                           |
| 345758     | 2007 EY75  | 10 mar 2007 | Kitt Peak         | Spacewatch             | Mitidika  | MPC                           |
| 345759     | 2007 EK81  | 11 mar 2007 | Kitt Peak         | Spacewatch             | —         | MPC                           |
| 345760     | 2007 EB82  | 11 mar 2007 | Anderson Mesa     | LONEOS                 | —         | MPC                           |
| 345761     | 2007 EH87  | 13 mar 2007 | Mount Lemmon      | Mount Lemmon Survey    | —         | MPC                           |
| 345762     | 2007 EA88  | 13 mar 2007 | Saint-Sulpice     | B. Christophe          | Mitidika  | MPC                           |
| 345763     | 2007 EQ88  | 13 mar 2007 | San Marcello      | Pistoia Mountains Obs. | —         | MPC                           |
| 345764     | 2007 EO96  | 10 mar 2007 | Mount Lemmon      | Mount Lemmon Survey    | —         | MPC                           |
| 345765     | 2007 ES96  | 10 mar 2007 | Mount Lemmon      | Mount Lemmon Survey    | —         | MPC                           |
| 345766     | 2007 EH105 | 11 mar 2007 | Mount Lemmon      | Mount Lemmon Survey    | —         | MPC                           |
| 345767     | 2007 EG108 | 11 mar 2007 | Kitt Peak         | Spacewatch             | —         | MPC                           |
| 345768     | 2007 EW114 | 13 mar 2007 | Mount Lemmon      | Mount Lemmon Survey    | —         | MPC                           |
| 345769     | 2007 EF118 | 13 mar 2007 | Mount Lemmon      | Mount Lemmon Survey    | —         | MPC                           |
| 345770     | 2007 EG119 | 13 mar 2007 | Mount Lemmon      | Mount Lemmon Survey    | Mitidika  | MPC                           |
| 345771     | 2007 ED127 | 9 mar 2007  | Palomar           | NEAT                   | —         | MPC                           |
| 345772     | 2007 EP130 | 9 mar 2007  | Mount Lemmon      | Mount Lemmon Survey    | Mitidika  | MPC                           |
| 345773     | 2007 EE132 | 9 mar 2007  | Mount Lemmon      | Mount Lemmon Survey    | —         | MPC                           |
| 345774     | 2007 EO132 | 9 mar 2007  | Mount Lemmon      | Mount Lemmon Survey    | —         | MPC                           |
| 345775     | 2007 EN133 | 9 mar 2007  | Mount Lemmon      | Mount Lemmon Survey    | —         | MPC                           |
| 345776     | 2007 EN138 | 12 mar 2007 | Kitt Peak         | Spacewatch             | —         | MPC                           |
| 345777     | 2007 EB140 | 12 mar 2007 | Mount Lemmon      | Mount Lemmon Survey    | —         | MPC                           |
| 345778     | 2007 EZ156 | 12 mar 2007 | Kitt Peak         | Spacewatch             | —         | MPC                           |
| 345779     | 2007 EJ166 | 10 mar 2007 | Kitt Peak         | Spacewatch             | —         | MPC                           |
| 345780     | 2007 EW169 | 14 mar 2007 | Kitt Peak         | Spacewatch             | —         | MPC                           |
| 345781     | 2007 EZ184 | 14 mar 2007 | Mount Lemmon      | Mount Lemmon Survey    | —         | MPC                           |
| 345782     | 2007 ES192 | 14 mar 2007 | Kitt Peak         | Spacewatch             | —         | MPC                           |
| 345783     | 2007 EW195 | 15 mar 2007 | Mount Lemmon      | Mount Lemmon Survey    | —         | MPC                           |
| 345784     | 2007 EH197 | 15 mar 2007 | Kitt Peak         | Spacewatch             | —         | MPC                           |
| 345785     | 2007 EN200 | 14 mar 2007 | Socorro           | LINEAR                 | —         | MPC                           |
| 345786     | 2007 EP223 | 9 mar 2007  | Kitt Peak         | Spacewatch             | —         | MPC                           |
| 345787     | 2007 FD16  | 25 out 2005 | Kitt Peak         | Spacewatch             | —         | MPC                           |
| 345788     | 2007 FR19  | 20 mar 2007 | Mount Lemmon      | Mount Lemmon Survey    | —         | MPC                           |
| 345789     | 2007 FX31  | 20 mar 2007 | Kitt Peak         | Spacewatch             | —         | MPC                           |
| 345790     | 2007 GD    | 6 abr 2007  | Marly             | P. Kocher              | —         | MPC                           |
| 345791     | 2007 GC6   | 13 abr 2007 | Altschwendt       | W. Ries                | Mitidika  | MPC                           |
| 345792     | 2007 GC7   | 7 abr 2007  | Mount Lemmon      | Mount Lemmon Survey    | —         | MPC                           |
| 345793     | 2007 GD11  | 11 abr 2007 | Kitt Peak         | Spacewatch             | —         | MPC                           |
| 345794     | 2007 GM17  | 11 abr 2007 | Kitt Peak         | Spacewatch             | —         | MPC                           |
| 345795     | 2007 GA19  | 11 abr 2007 | Kitt Peak         | Spacewatch             | —         | MPC                           |
| 345796     | 2007 GA24  | 11 abr 2007 | Kitt Peak         | Spacewatch             | —         | MPC                           |
| 345797     | 2007 GK27  | 14 abr 2007 | Kitt Peak         | Spacewatch             | —         | MPC                           |
| 345798     | 2007 GG28  | 15 abr 2007 | Catalina          | CSS                    | —         | MPC                           |
| 345799     | 2007 GO31  | 15 abr 2007 | Kitt Peak         | Spacewatch             | —         | MPC                           |
| 345800     | 2007 GU31  | 15 abr 2007 | Catalina          | CSS                    | —         | MPC                           |

## 345801–345900
| Designação        | Designação | Descoberta  | Descoberta           | Descobridor(es)       | Categoria | Mais informações / Referência |
| Permanente        | Provisória | Data        | Local                | Descobridor(es)       | Categoria | Mais informações / Referência |
| ----------------- | ---------- | ----------- | -------------------- | --------------------- | --------- | ----------------------------- |
| 345801            | 2007 GJ36  | 15 mar 2007 | Mount Lemmon         | Mount Lemmon Survey   | —         | MPC                           |
| 345802            | 2007 GU40  | 14 abr 2007 | Kitt Peak            | Spacewatch            | —         | MPC                           |
| 345803            | 2007 GL41  | 14 abr 2007 | Kitt Peak            | Spacewatch            | —         | MPC                           |
| 345804            | 2007 GH44  | 14 abr 2007 | Mount Lemmon         | Mount Lemmon Survey   | —         | MPC                           |
| 345805            | 2007 GE48  | 14 abr 2007 | Kitt Peak            | Spacewatch            | —         | MPC                           |
| 345806            | 2007 GB50  | 15 abr 2007 | Catalina             | CSS                   | —         | MPC                           |
| 345807            | 2007 GO52  | 14 abr 2007 | Kitt Peak            | Spacewatch            | —         | MPC                           |
| 345808            | 2007 GY59  | 15 abr 2007 | Kitt Peak            | Spacewatch            | —         | MPC                           |
| 345809            | 2007 GO60  | 15 abr 2007 | Kitt Peak            | Spacewatch            | —         | MPC                           |
| 345810            | 2007 GW61  | 15 abr 2007 | Catalina             | CSS                   | —         | MPC                           |
| 345811            | 2007 GG75  | 11 abr 2007 | Kitt Peak            | Spacewatch            | —         | MPC                           |
| 345812            | 2007 HF1   | 16 abr 2007 | Catalina             | CSS                   | —         | MPC                           |
| 345813            | 2007 HX4   | 20 abr 2007 | Catalina             | CSS                   | —         | MPC                           |
| 345814            | 2007 HA14  | 19 abr 2007 | Mount Lemmon         | Mount Lemmon Survey   | —         | MPC                           |
| 345815            | 2007 HA17  | 16 abr 2007 | Catalina             | CSS                   | —         | MPC                           |
| 345816            | 2007 HA18  | 16 abr 2007 | Catalina             | CSS                   | —         | MPC                           |
| 345817            | 2007 HR19  | 18 abr 2007 | Kitt Peak            | Spacewatch            | Mitidika  | MPC                           |
| 345818            | 2007 HU19  | 18 abr 2007 | Kitt Peak            | Spacewatch            | —         | MPC                           |
| 345819            | 2007 HQ22  | 18 abr 2007 | Kitt Peak            | Spacewatch            | —         | MPC                           |
| 345820            | 2007 HL26  | 18 abr 2007 | Mount Lemmon         | Mount Lemmon Survey   | —         | MPC                           |
| 345821            | 2007 HC27  | 18 abr 2007 | Mount Lemmon         | Mount Lemmon Survey   | —         | MPC                           |
| 345822            | 2007 HP55  | 22 abr 2007 | Kitt Peak            | Spacewatch            | —         | MPC                           |
| 345823            | 2007 HV70  | 20 abr 2007 | Jarnac               | Jarnac Obs.           | —         | MPC                           |
| 345824            | 2007 HO76  | 23 abr 2007 | Kitt Peak            | Spacewatch            | —         | MPC                           |
| 345825            | 2007 HN85  | 24 abr 2007 | Kitt Peak            | Spacewatch            | —         | MPC                           |
| 345826            | 2007 HZ87  | 27 abr 2007 | Kitt Peak            | Spacewatch            | —         | MPC                           |
| 345827            | 2007 HR92  | 21 abr 2007 | Cerro Tololo         | M. W. Buie            | —         | MPC                           |
| 345828            | 2007 JK3   | 6 mai 2007  | Kitt Peak            | Spacewatch            | —         | MPC                           |
| 345829            | 2007 JM10  | 7 mai 2007  | Kitt Peak            | Spacewatch            | —         | MPC                           |
| 345830            | 2007 JX13  | 9 mai 2007  | Mount Lemmon         | Mount Lemmon Survey   | —         | MPC                           |
| 345831            | 2007 JD19  | 23 abr 2007 | Mount Lemmon         | Mount Lemmon Survey   | —         | MPC                           |
| 345832            | 2007 JE34  | 9 mai 2007  | Catalina             | CSS                   | —         | MPC                           |
| 345833            | 2007 KE3   | 22 mai 2007 | Mount Lemmon         | Mount Lemmon Survey   | —         | MPC                           |
| 345834            | 2007 KK3   | 22 mai 2007 | Tiki                 | S. F. Hönig, N. Teamo | —         | MPC                           |
| 345835            | 2007 KB7   | 24 mai 2007 | Reedy Creek          | J. Broughton          | —         | MPC                           |
| 345836            | 2007 LO1   | 7 jun 2007  | Kitt Peak            | Spacewatch            | —         | MPC                           |
| 345837            | 2007 LZ5   | 8 jun 2007  | Kitt Peak            | Spacewatch            | —         | MPC                           |
| 345838            | 2007 LL18  | 13 jun 2007 | Tiki                 | S. F. Hönig, N. Teamo | —         | MPC                           |
| 345839            | 2007 LW18  | 16 mai 2007 | Kitt Peak            | Spacewatch            | —         | MPC                           |
| 345840            | 2007 LZ21  | 12 jun 2007 | Kitt Peak            | Spacewatch            | —         | MPC                           |
| 345841            | 2007 LD25  | 14 jun 2007 | Kitt Peak            | Spacewatch            | —         | MPC                           |
| 345842 Alexparker | 2007 LG31  | 12 jun 2007 | Mauna Kea            | D. D. Balam           | —         | MPC                           |
| 345843            | 2007 ML    | 16 jun 2007 | Kitt Peak            | Spacewatch            | —         | MPC                           |
| 345844            | 2007 MD3   | 16 jun 2007 | Kitt Peak            | Spacewatch            | —         | MPC                           |
| 345845            | 2007 MJ27  | 17 jun 2007 | Kitt Peak            | Spacewatch            | —         | MPC                           |
| 345846            | 2007 NU1   | 12 jul 2007 | La Sagra             | Mallorca Obs.         | —         | MPC                           |
| 345847            | 2007 OW1   | 19 jul 2007 | Tiki                 | S. F. Hönig, N. Teamo | —         | MPC                           |
| 345848            | 2007 OX2   | 18 jul 2007 | Andrushivka          | Andrushivka Obs.      | —         | MPC                           |
| 345849            | 2007 OW3   | 18 jul 2007 | Eskridge             | G. Hug                | —         | MPC                           |
| 345850            | 2007 OS7   | 22 jun 2007 | Kitt Peak            | Spacewatch            | —         | MPC                           |
| 345851            | 2007 PY3   | 8 ago 2007  | Siding Spring        | SSS                   | —         | MPC                           |
| 345852            | 2007 PT6   | 9 ago 2007  | Tiki                 | S. F. Hönig, N. Teamo | —         | MPC                           |
| 345853            | 2007 PU11  | 13 ago 2007 | Socorro              | LINEAR                | —         | MPC                           |
| 345854            | 2007 PK14  | 8 ago 2007  | Socorro              | LINEAR                | —         | MPC                           |
| 345855            | 2007 PP14  | 16 jul 2007 | Socorro              | LINEAR                | —         | MPC                           |
| 345856            | 2007 PA21  | 9 ago 2007  | Socorro              | LINEAR                | —         | MPC                           |
| 345857            | 2007 PJ26  | 8 ago 2007  | Socorro              | LINEAR                | —         | MPC                           |
| 345858            | 2007 PE28  | 14 ago 2007 | Bisei SG Center      | BATTeRS               | —         | MPC                           |
| 345859            | 2007 PB32  | 8 ago 2007  | Socorro              | LINEAR                | —         | MPC                           |
| 345860            | 2007 PQ40  | 9 ago 2007  | Socorro              | LINEAR                | —         | MPC                           |
| 345861            | 2007 PS46  | 10 ago 2007 | Kitt Peak            | Spacewatch            | —         | MPC                           |
| 345862            | 2007 PU46  | 10 ago 2007 | Kitt Peak            | Spacewatch            | —         | MPC                           |
| 345863            | 2007 PG47  | 10 ago 2007 | Kitt Peak            | Spacewatch            | Brangane  | MPC                           |
| 345864            | 2007 PF49  | 9 ago 2007  | Socorro              | LINEAR                | —         | MPC                           |
| 345865            | 2007 QF    | 16 ago 2007 | Bisei SG Center      | BATTeRS               | Phocaea   | MPC                           |
| 345866            | 2007 QP    | 24 mai 2007 | Catalina             | CSS                   | —         | MPC                           |
| 345867            | 2007 QB1   | 18 ago 2007 | Mayhill              | A. Lowe               | —         | MPC                           |
| 345868            | 2007 QE2   | 19 ago 2007 | Vallemare di Borbona | V. S. Casulli         | —         | MPC                           |
| 345869            | 2007 QM6   | 21 ago 2007 | Anderson Mesa        | LONEOS                | —         | MPC                           |
| 345870            | 2007 QO6   | 21 ago 2007 | Anderson Mesa        | LONEOS                | —         | MPC                           |
| 345871            | 2007 QR6   | 13 ago 2007 | XuYi                 | PMO NEO               | —         | MPC                           |
| 345872            | 2007 QS9   | 22 ago 2007 | Socorro              | LINEAR                | —         | MPC                           |
| 345873            | 2007 QM11  | 23 ago 2007 | Kitt Peak            | Spacewatch            | —         | MPC                           |
| 345874            | 2007 QD13  | 24 ago 2007 | Kitt Peak            | Spacewatch            | —         | MPC                           |
| 345875            | 2007 QQ16  | 21 ago 2007 | Anderson Mesa        | LONEOS                | —         | MPC                           |
| 345876            | 2007 RQ6   | 4 set 2007  | La Sagra             | Mallorca Obs.         | —         | MPC                           |
| 345877            | 2007 RB8   | 5 set 2007  | Bergisch Gladbac     | W. Bickel             | —         | MPC                           |
| 345878            | 2007 RN10  | 3 set 2007  | Catalina             | CSS                   | —         | MPC                           |
| 345879            | 2007 RW12  | 11 set 2007 | Vicques              | M. Ory                | —         | MPC                           |
| 345880            | 2007 RQ27  | 4 set 2007  | Mount Lemmon         | Mount Lemmon Survey   | Brangane  | MPC                           |
| 345881            | 2007 RT30  | 5 set 2007  | Catalina             | CSS                   | —         | MPC                           |
| 345882            | 2007 RQ43  | 9 set 2007  | Kitt Peak            | Spacewatch            | —         | MPC                           |
| 345883            | 2007 RB46  | 9 set 2007  | Kitt Peak            | Spacewatch            | —         | MPC                           |
| 345884            | 2007 RD46  | 9 set 2007  | Kitt Peak            | Spacewatch            | —         | MPC                           |
| 345885            | 2007 RO50  | 9 set 2007  | Kitt Peak            | Spacewatch            | —         | MPC                           |
| 345886            | 2007 RN60  | 10 set 2007 | Catalina             | CSS                   | —         | MPC                           |
| 345887            | 2007 RD65  | 10 set 2007 | Mount Lemmon         | Mount Lemmon Survey   | —         | MPC                           |
| 345888            | 2007 RK71  | 10 set 2007 | Kitt Peak            | Spacewatch            | —         | MPC                           |
| 345889            | 2007 RQ71  | 10 set 2007 | Kitt Peak            | Spacewatch            | —         | MPC                           |
| 345890            | 2007 RE73  | 10 ago 2007 | Kitt Peak            | Spacewatch            | —         | MPC                           |
| 345891            | 2007 RO78  | 10 set 2007 | Mount Lemmon         | Mount Lemmon Survey   | —         | MPC                           |
| 345892            | 2007 RR78  | 10 set 2007 | Mount Lemmon         | Mount Lemmon Survey   | —         | MPC                           |
| 345893            | 2007 RA84  | 10 set 2007 | Kitt Peak            | Spacewatch            | —         | MPC                           |
| 345894            | 2007 RU90  | 10 set 2007 | Mount Lemmon         | Mount Lemmon Survey   | —         | MPC                           |
| 345895            | 2007 RC93  | 10 set 2007 | Mount Lemmon         | Mount Lemmon Survey   | —         | MPC                           |
| 345896            | 2007 RE96  | 30 out 2002 | Kitt Peak            | Spacewatch            | —         | MPC                           |
| 345897            | 2007 RM96  | 10 set 2007 | Kitt Peak            | Spacewatch            | —         | MPC                           |
| 345898            | 2007 RB98  | 10 set 2007 | Kitt Peak            | Spacewatch            | —         | MPC                           |
| 345899            | 2007 RS99  | 11 set 2007 | Catalina             | CSS                   | —         | MPC                           |
| 345900            | 2007 RM100 | 11 set 2007 | Mount Lemmon         | Mount Lemmon Survey   | Brangane  | MPC                           |

## 345901–346000
| Designação          | Designação | Descoberta  | Descoberta       | Descobridor(es)      | Categoria | Mais informações / Referência |
| Permanente          | Provisória | Data        | Local            | Descobridor(es)      | Categoria | Mais informações / Referência |
| ------------------- | ---------- | ----------- | ---------------- | -------------------- | --------- | ----------------------------- |
| 345901              | 2007 RB108 | 11 set 2007 | Kitt Peak        | Spacewatch           | —         | MPC                           |
| 345902              | 2007 RO114 | 11 set 2007 | Kitt Peak        | Spacewatch           | —         | MPC                           |
| 345903              | 2007 RD119 | 11 set 2007 | Purple Mountain  | PMO NEO              | —         | MPC                           |
| 345904              | 2007 RK126 | 12 set 2007 | Mount Lemmon     | Mount Lemmon Survey  | —         | MPC                           |
| 345905              | 2007 RU129 | 12 set 2007 | Mount Lemmon     | Mount Lemmon Survey  | —         | MPC                           |
| 345906              | 2007 RS140 | 13 set 2007 | Socorro          | LINEAR               | —         | MPC                           |
| 345907              | 2007 RY148 | 12 set 2007 | Catalina         | CSS                  | —         | MPC                           |
| 345908              | 2007 RZ148 | 12 set 2007 | Goodricke-Pigott | R. A. Tucker         | —         | MPC                           |
| 345909              | 2007 RS151 | 27 set 2003 | Kitt Peak        | Spacewatch           | —         | MPC                           |
| 345910              | 2007 RY153 | 10 set 2007 | Kitt Peak        | Spacewatch           | —         | MPC                           |
| 345911              | 2007 RF154 | 10 set 2007 | Kitt Peak        | Spacewatch           | —         | MPC                           |
| 345912              | 2007 RE163 | 10 set 2007 | Kitt Peak        | Spacewatch           | —         | MPC                           |
| 345913              | 2007 RQ167 | 10 set 2007 | Kitt Peak        | Spacewatch           | —         | MPC                           |
| 345914              | 2007 RT167 | 10 set 2007 | Kitt Peak        | Spacewatch           | Themis    | MPC                           |
| 345915              | 2007 RR170 | 10 set 2007 | Kitt Peak        | Spacewatch           | —         | MPC                           |
| 345916              | 2007 RS172 | 10 set 2007 | Kitt Peak        | Spacewatch           | —         | MPC                           |
| 345917              | 2007 RB173 | 10 set 2007 | Kitt Peak        | Spacewatch           | —         | MPC                           |
| 345918              | 2007 RU174 | 10 set 2007 | Kitt Peak        | Spacewatch           | —         | MPC                           |
| 345919              | 2007 RX180 | 11 set 2007 | Mount Lemmon     | Mount Lemmon Survey  | —         | MPC                           |
| 345920              | 2007 RH184 | 9 set 2007  | Kitt Peak        | Spacewatch           | —         | MPC                           |
| 345921              | 2007 RF194 | 12 set 2007 | Kitt Peak        | Spacewatch           | —         | MPC                           |
| 345922              | 2007 RM205 | 9 set 2007  | Kitt Peak        | Spacewatch           | —         | MPC                           |
| 345923              | 2007 RJ210 | 10 set 2007 | Kitt Peak        | Spacewatch           | —         | MPC                           |
| 345924              | 2007 RZ214 | 12 set 2007 | Kitt Peak        | Spacewatch           | —         | MPC                           |
| 345925              | 2007 RA215 | 12 set 2007 | Kitt Peak        | Spacewatch           | Eos       | MPC                           |
| 345926              | 2007 RO223 | 8 set 2007  | Mount Lemmon     | Mount Lemmon Survey  | —         | MPC                           |
| 345927              | 2007 RC233 | 12 set 2007 | Catalina         | CSS                  | —         | MPC                           |
| 345928              | 2007 RK233 | 12 set 2007 | Catalina         | CSS                  | —         | MPC                           |
| 345929              | 2007 RW233 | 12 set 2007 | Anderson Mesa    | LONEOS               | —         | MPC                           |
| 345930              | 2007 RN240 | 21 ago 2007 | La Sagra         | Mallorca Obs.        | —         | MPC                           |
| 345931              | 2007 RH246 | 12 set 2007 | Mount Lemmon     | Mount Lemmon Survey  | —         | MPC                           |
| 345932              | 2007 RR246 | 12 set 2007 | Catalina         | CSS                  | —         | MPC                           |
| 345933              | 2007 RP251 | 9 set 2007  | Kitt Peak        | Spacewatch           | —         | MPC                           |
| 345934              | 2007 RO252 | 13 set 2007 | Kitt Peak        | Spacewatch           | —         | MPC                           |
| 345935              | 2007 RP255 | 14 set 2007 | Kitt Peak        | Spacewatch           | —         | MPC                           |
| 345936              | 2007 RB268 | 15 set 2007 | Kitt Peak        | Spacewatch           | —         | MPC                           |
| 345937              | 2007 RU273 | 15 set 2007 | Kitt Peak        | Spacewatch           | Maria     | MPC                           |
| 345938              | 2007 RX276 | 5 set 2007  | Catalina         | CSS                  | —         | MPC                           |
| 345939              | 2007 RJ277 | 5 set 2007  | Catalina         | CSS                  | —         | MPC                           |
| 345940              | 2007 RB278 | 5 set 2007  | Catalina         | CSS                  | —         | MPC                           |
| 345941              | 2007 RC284 | 9 set 2007  | Kitt Peak        | Spacewatch           | —         | MPC                           |
| 345942              | 2007 RU287 | 10 set 2007 | Kitt Peak        | Spacewatch           | —         | MPC                           |
| 345943              | 2007 RY287 | 10 set 2007 | Kitt Peak        | Spacewatch           | —         | MPC                           |
| 345944              | 2007 RZ293 | 13 set 2007 | Mount Lemmon     | Mount Lemmon Survey  | —         | MPC                           |
| 345945              | 2007 RD303 | 15 set 2007 | Mount Lemmon     | Mount Lemmon Survey  | —         | MPC                           |
| 345946              | 2007 RT314 | 3 set 2007  | Catalina         | CSS                  | —         | MPC                           |
| 345947              | 2007 RL315 | 10 set 2007 | Kitt Peak        | Spacewatch           | —         | MPC                           |
| 345948              | 2007 RA319 | 12 set 2007 | Catalina         | CSS                  | —         | MPC                           |
| 345949              | 2007 RL320 | 13 set 2007 | Mount Lemmon     | Mount Lemmon Survey  | —         | MPC                           |
| 345950              | 2007 RA321 | 13 set 2007 | Socorro          | LINEAR               | —         | MPC                           |
| 345951              | 2007 RT325 | 15 set 2007 | Mount Lemmon     | Mount Lemmon Survey  | —         | MPC                           |
| 345952              | 2007 SP2   | 20 set 2007 | Farra d'Isonzo   | Farra d'Isonzo       | —         | MPC                           |
| 345953              | 2007 SL4   | 19 set 2007 | Siding Spring    | SSS                  | —         | MPC                           |
| 345954              | 2007 SX7   | 18 set 2007 | Kitt Peak        | Spacewatch           | —         | MPC                           |
| 345955              | 2007 SQ15  | 5 ago 2007  | Socorro          | LINEAR               | —         | MPC                           |
| 345956              | 2007 SS16  | 30 set 2007 | Kitt Peak        | Spacewatch           | —         | MPC                           |
| 345957              | 2007 SL18  | 25 set 2007 | Mount Lemmon     | Mount Lemmon Survey  | —         | MPC                           |
| 345958              | 2007 SS19  | 25 set 2007 | Mount Lemmon     | Mount Lemmon Survey  | —         | MPC                           |
| 345959              | 2007 SA23  | 21 set 2007 | XuYi             | PMO NEO              | —         | MPC                           |
| 345960              | 2007 TO3   | 5 out 2007  | Pla D'Arguines   | R. Ferrando          | —         | MPC                           |
| 345961              | 2007 TX4   | 2 out 2007  | Antares          | ARO                  | —         | MPC                           |
| 345962              | 2007 TM24  | 11 out 2007 | Eskridge         | G. Hug               | —         | MPC                           |
| 345963              | 2007 TR32  | 6 out 2007  | Kitt Peak        | Spacewatch           | —         | MPC                           |
| 345964              | 2007 TX42  | 4 mar 2005  | Mount Lemmon     | Mount Lemmon Survey  | —         | MPC                           |
| 345965              | 2007 TS49  | 9 mar 2005  | Mount Lemmon     | Mount Lemmon Survey  | —         | MPC                           |
| 345966              | 2007 TW53  | 4 out 2007  | Kitt Peak        | Spacewatch           | Ursula    | MPC                           |
| 345967              | 2007 TA90  | 8 out 2007  | Mount Lemmon     | Mount Lemmon Survey  | Maria     | MPC                           |
| 345968              | 2007 TO93  | 6 out 2007  | Kitt Peak        | Spacewatch           | —         | MPC                           |
| 345969              | 2007 TC102 | 12 set 2007 | Mount Lemmon     | Mount Lemmon Survey  | —         | MPC                           |
| 345970              | 2007 TU103 | 8 out 2007  | Mount Lemmon     | Mount Lemmon Survey  | —         | MPC                           |
| 345971 Marktorrence | 2007 TG105 | 14 out 2007 | CBA-NOVAC        | D. R. Skillman       | —         | MPC                           |
| 345972              | 2007 TM105 | 14 out 2007 | Saint-Sulpice    | B. Christophe        | Themis    | MPC                           |
| 345973              | 2007 TN105 | 15 out 2007 | Calvin-Rehoboth  | Calvin–Rehoboth Obs. | —         | MPC                           |
| 345974              | 2007 TL110 | 8 out 2007  | Catalina         | CSS                  | —         | MPC                           |
| 345975              | 2007 TF115 | 8 out 2007  | Anderson Mesa    | LONEOS               | —         | MPC                           |
| 345976              | 2007 TZ117 | 9 out 2007  | Kitt Peak        | Spacewatch           | Brangane  | MPC                           |
| 345977              | 2007 TW119 | 9 out 2007  | Mount Lemmon     | Mount Lemmon Survey  | —         | MPC                           |
| 345978              | 2007 TS121 | 6 out 2007  | Kitt Peak        | Spacewatch           | —         | MPC                           |
| 345979              | 2007 TQ135 | 8 out 2007  | Kitt Peak        | Spacewatch           | —         | MPC                           |
| 345980              | 2007 TE137 | 8 out 2007  | Kitt Peak        | Spacewatch           | —         | MPC                           |
| 345981              | 2007 TZ138 | 9 out 2007  | Kitt Peak        | Spacewatch           | —         | MPC                           |
| 345982              | 2007 TL141 | 9 out 2007  | Mount Lemmon     | Mount Lemmon Survey  | —         | MPC                           |
| 345983              | 2007 TX145 | 6 out 2007  | Socorro          | LINEAR               | —         | MPC                           |
| 345984              | 2007 TJ149 | 8 out 2007  | Socorro          | LINEAR               | —         | MPC                           |
| 345985              | 2007 TM152 | 24 set 2007 | Kitt Peak        | Spacewatch           | —         | MPC                           |
| 345986              | 2007 TK154 | 3 set 2002  | Palomar          | NEAT                 | —         | MPC                           |
| 345987              | 2007 TT166 | 12 out 2007 | Socorro          | LINEAR               | —         | MPC                           |
| 345988              | 2007 TW166 | 12 out 2007 | Socorro          | LINEAR               | —         | MPC                           |
| 345989              | 2007 TP169 | 12 out 2007 | Socorro          | LINEAR               | —         | MPC                           |
| 345990              | 2007 TS172 | 15 out 2007 | Socorro          | LINEAR               | —         | MPC                           |
| 345991              | 2007 TF173 | 4 out 2007  | Kitt Peak        | Spacewatch           | —         | MPC                           |
| 345992              | 2007 TG174 | 4 out 2007  | Kitt Peak        | Spacewatch           | Eos       | MPC                           |
| 345993              | 2007 TO176 | 5 out 2007  | Purple Mountain  | PMO NEO              | —         | MPC                           |
| 345994              | 2007 TL182 | 8 out 2007  | Anderson Mesa    | LONEOS               | —         | MPC                           |
| 345995              | 2007 TN182 | 8 out 2007  | Anderson Mesa    | LONEOS               | —         | MPC                           |
| 345996              | 2007 TV184 | 13 out 2007 | Gaisberg         | R. Gierlinger        | Themis    | MPC                           |
| 345997              | 2007 TO194 | 7 out 2007  | Mount Lemmon     | Mount Lemmon Survey  | —         | MPC                           |
| 345998              | 2007 TN196 | 7 out 2007  | Mount Lemmon     | Mount Lemmon Survey  | Ursula    | MPC                           |
| 345999              | 2007 TX199 | 8 out 2007  | Kitt Peak        | Spacewatch           | —         | MPC                           |
| 346000              | 2007 TD202 | 8 out 2007  | Mount Lemmon     | Mount Lemmon Survey  | —         | MPC                           |